# Mount Rainier
A Mount Rainier (más néven Tacoma vagy Tahoma) egy aktív rétegvulkán az Amerikai Egyesült Államok északnyugati felén, a Cascade-hegységben, Seattle városától mintegy 95 km-re dél-délkeletre, a hegyről elnevezett Tacoma városától pedig 70 km-re délkeletre. A Columbia Crest nevű főcsúcsa 4392 méteres hivatalosan elismert csúcsmagasságával az Egyesült Államok Washington államának legmagasabb hegye, az Egyesült Államok törzsterületének legnagyobb relatív magasságú hegye, és a legmagasabb a Cascade vulkanikus ívében.
A Mount Rainiert a közeljövőben bekövetkező kitörés nagy valószínűsége és a nagyvárosi területekhez való közelsége miatt a világ egyik legveszélyesebb vulkánjának tartják, és szerepel a Decade Volcanoes listáján. A nagy mennyiségű gleccserjég miatt a Mount Rainier hatalmas laharokat képes előidézni, amelyek az egész Puyallup folyó völgyét és más, a hegyről kiinduló folyóvölgyeket (köztük a Carbon, White, Nisqually és Cowlitz) veszélyeztethetik. A United States Geological Survey 2008-as jelentése szerint körülbelül 80 000 embert és otthonaikat veszélyezteti a Mount Rainier lahar-veszélyes zónáiban. A hegy körül jelölték ki a Mount Rainier Nemzeti Park területét.
1950 és 2018 között 439 460 ember mászta meg, 1947 és 2018 között körülbelül 84 ember halt meg hegymászó balesetben a Mount Rainiernél.

## Földrajzi jellemzői
A Mount Rainier Washington állam és a Cascade-hegység legmagasabb hegye. A főcsúcs Tacomától délkeletre, Seattle-től mintegy 95 km) dél-délkeletre található. A Mount Rainier relatív magassága 4026 méter, így tiszta napokon olyannyira uralja a délkeleti horizontot a Seattle–Tacoma metropoliszterület nagy részén, hogy a helyiek néha egyszerűen csak „a hegyként” emlegetik. Kivételesen tiszta napokon olyan távoli helyszínekről is látható, mint a 280 km-re fekvő oregoni Corvallis (Marys Peak), vagy a 300 km-nél is távolibb Brit Columbia-i North Shore-hegység Vancouvertől északra.
26 nagyobb gleccserével és 93 km²-nyi állandó hó- és jégmezővel a Mount Rainier a legjobban eljegesedett csúcs az USA 48 államnyi törzsterületén. A csúcs tetején két vulkáni kráter található, melyek átmérője meghaladja a 300 métert, és a nagyobbik keleti kráter átnyúlik a nyugatiba. A vulkán geotermikus hője és a fumarolák mindkét kráter peremének területeit hótól és jégtől mentesen tartják, és a jéggel teli krátereken belül kialakította a világ legnagyobb vulkáni gleccserbarlang-hálózatát közel 3,2 km hosszú járatokkal. Egy nagyjából 40 x 9,1 méter kiterjedésű és 5 méteres mélységű apró krátertó, amely 4329 méteres fekvésével Észak-Amerika legmagasabbja, a nyugati kráter legalsó részét foglalja el több mint 30 méter vastagságú jég alatt, és csak a barlangokon keresztül érhető el.
A Carbon, a Cowlitz, a Nisqually, a Puyallup folyó és a North Mowich folyók a Mount Rainier azonos nevű gleccsereiből erednek. A White folyó forrásai a Winthrop, az Emmons és a Fryingpan gleccserek. A White, a Carbon és a Mowich később egyesül a Puyallup folyóval, amely Tacománál torkollik a Commencement-öbölbe, míg a Nisqually Lacey-től keletre a Puget Soundba ömlik. A Cowlitz Kelso és Longview között egyesül a Columbia folyóval.

### Mellékcsúcsok
A Mount Rainier széles csúcsán három külön nevet viselő csúcs található. Ezek közül a legmagasabbat Columbia Crest néven ismerik. A második legmagasabb csúcs a Point Success, 4315 m, a csúcsfennsík déli szélén, a Success Cleaver néven ismert gerinc tetején. A csúcs topográfiai kiemelkedése körülbelül 42 m, ezért nem tekinthető különálló csúcsnak. A három csúcs közül a legalacsonyabb a 4301 m-es Liberty Cap, az északnyugati szélén, ahonnan a Liberty Ridge, a Sunset Amphitheater és a drámai Willis Wall sziklafala látható.
Magasan a vulkán keleti szárnyán található a Little Tahoma Peak nevű csúcs 3395 m-en, amely a korábbi, sokkal magasabb Mount Rainier erodált maradványa. Relatív magassága 262 m, és alig kapcsolódik közvetlenül a Columbia Cresthez, ezért általában különálló csúcsnak tekintik. Ha a Mount Rainiertől különválasztanák, a Little Tahoma Peak lenne Washington harmadik legmagasabb hegycsúcsa.

### A hegy magassága

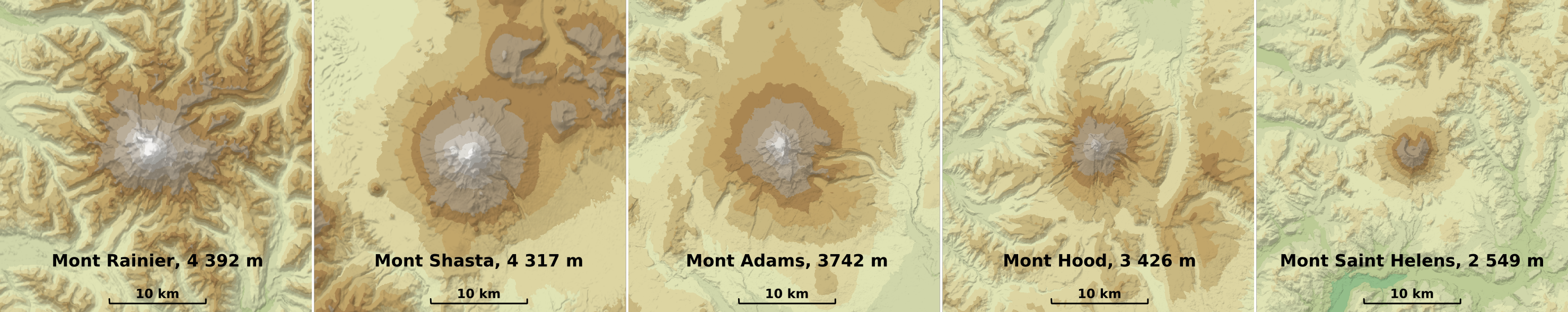
A Cascade-hegység legnagyobb vulkánjainak összehasonlítása

A vulkán 3 dimenziós képe

A hegy magassága 4392 méter, ám az imperiális mértékegység-rendszer használata miatt kisebb eltérések mutatkoznak ennek pontos értékében. A National Park Service és a United States Geological Survey a Mount Rainier magasságát a Columbia Crestnél 14 410 láb magasságban adja meg. Ezt az értéket 1956-ban mérték, de a korábbi, 1929-es National Geodetic Vertical Datum adatbázisához adták hozzá. A hegy másik általánosan elfogadott magassága 14 411 láb, amely az 1988-as National Geodetic Vertical Datumból származik.

## A hegy geológiája

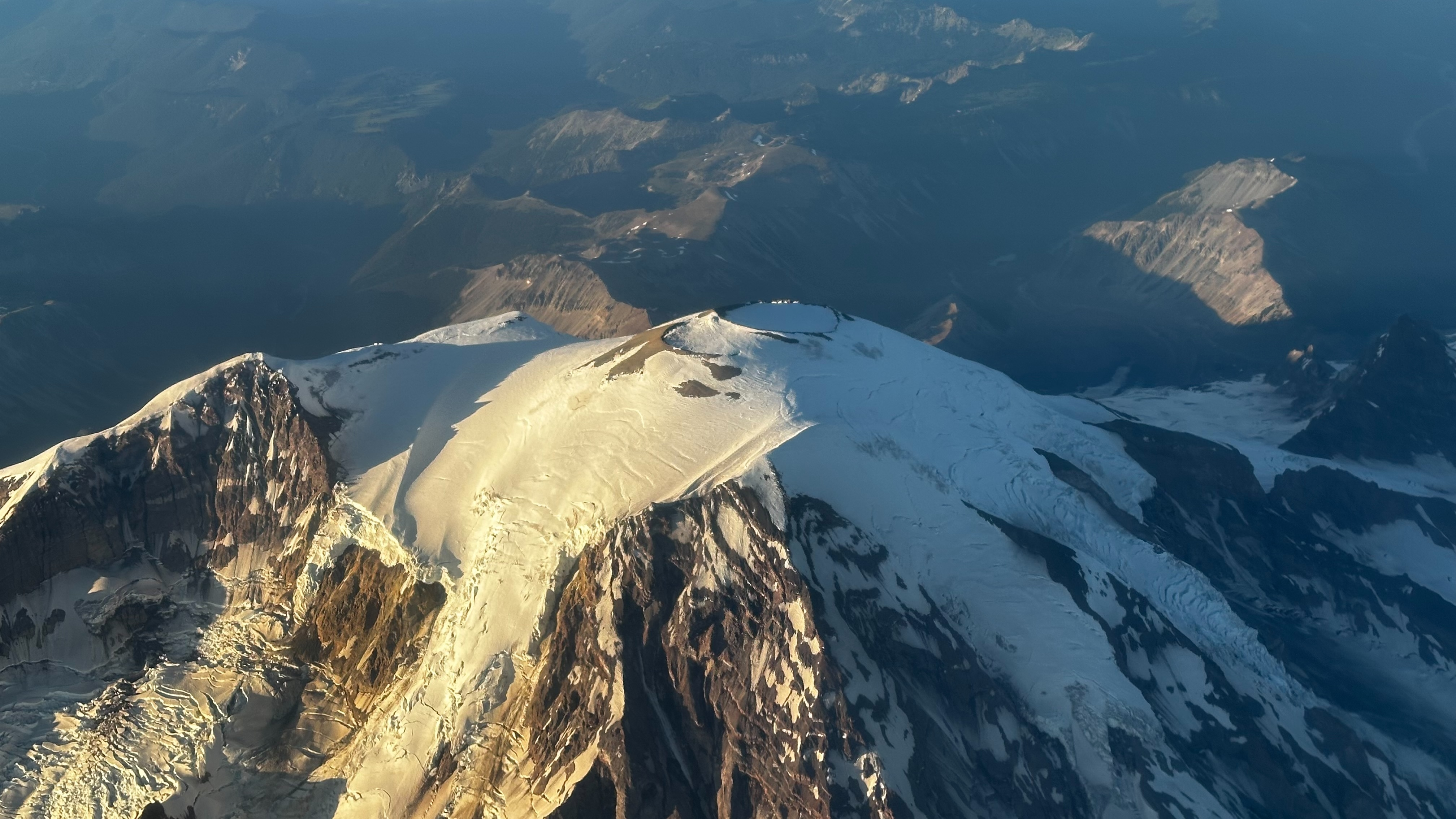
A csúcs kettős krátere

A Mount Rainier egy rétegvulkán a Cascade vulkanikus ívben, amely lávafolyásokból, törmeléklejtőkből, valamint piroklasztikus kilövellésekből és folyásokból áll. Korai vulkáni lerakódásainak korát több mint 840 000 évesre becsülik, és a Lily Formáció (kb. 2,9 millió és 840 000 évvel ezelőtt) részét képezik. A korai lerakódások egy „proto-Rainiert” avagy a mai kúpot megelőző őskúpot alkottak. A jelenlegi vulkáni kúp több mint 500 000 éves.
A vulkán döntően andezitből épül fel, oldalai erősen erodáltak, lejtőin nagy számú gleccser található. A Rainier egykor valószínűleg még a mainál is magasabbra, mintegy 4900 méter magasra emelkedett, mielőtt egy nagy törmeléklavina és az ebből eredő Osceola-sárfolyó körülbelül 5000 évvel ezelőtt lezúdult. A múltban a Rainier nagy törmeléklavinák és hatalmas laharok (vulkáni iszapáradatok) is keletkeztek a nagy mennyiségű gleccserjég miatt. Laharjai egészen a Puget Soundig értek, ami több mint 48 km távolságot jelent. Körülbelül 5000 évvel ezelőtt a vulkán egy nagy darabja lecsúszott, és ez a törmeléklavina segített létrehozni a hatalmas Osceola-sárlavinát, amely egészen a mai Tacoma és Seattle déli részéig ért. Ez a hatalmas kőzet- és jéglavina eltávolította a Rainier csúcsának felső 500 méterét, így a magassága körülbelül 4300 méter magasságra csökkent. Körülbelül 530-550 évvel ezelőtt következett be az Electron-iszapömlés, bár ez nem volt olyan nagy kiterjedésű, mint az Osceola-iszapömlés.
A körülbelül 5000 évvel ezelőtti nagy összeomlás után a láva és a tefrák későbbi kitörései építették fel a mai csúcskúpot, egészen 1000 évvel ezelőttig. Összesen 11 holocén kori tefraréteget sikerült feltárni.
A Mount Rainier talajai többnyire kavicsos, hamuval kevert, homokos vályogok, amelyek vulkáni tefrával kevert kollúviumból vagy glaciális talajból alakultak ki. Az erdőtakaró alatt profiljuk általában a klasszikus podzol sávos megjelenését mutatja, de az E szint a szokásosnál sötétebb. A rétek alatt általában egy vastag, sötét A szint alkotja a fedőtalajt.

### Korai kutatása
A Mount Rainier szerkezetére vonatkozó legkorábbi geológiai megfigyeléseket 1870-ben S. F. Emmons, a Fortieth Parallel geológiai kutatócsoport tagja végezte. Az akkor gyűjtött kőzetmintákat később Hague és Iddings, az Egyesült Államok Geológiai Szolgálatának tagjai tanulmányozták. Ez a petrográfiai tanulmány kimutatta, hogy „a Mount Rainier szinte teljes egészében hipersztén andezitből áll, különböző alapanyag-összetételű, helyenként hornblende és olivin kíséretében”. Az egyetlen másik petrográfiai tanulmányt ezekről a vulkáni kőzetekről a müncheni K. Ebbeke és Zittel professzorok készítették az 1883-ban gyűjtött kis számú minták alapján.
Az 1895-ös és 1896-os években a hegy északi és keleti lejtőin végzett felderítő utak során végzett megfigyelések és a gyűjtések korlátozottak voltak, mind a vizsgálat felderítő jellege, mind a vulkáni kúp nagy részét borító hó- és jégtakaró miatt. A vulkánon előforduló kőzetek két osztályt vizsgáltak kiemelt figyelemmel: a vulkáni kúpot alkotó lávákat és piroklasztikus kőzeteket, valamint a vulkán alapját képező gránit kőzeteket.

### Modern kori vulkanikus aktivitás

A kitörés által veszélyeztetett területek zónái

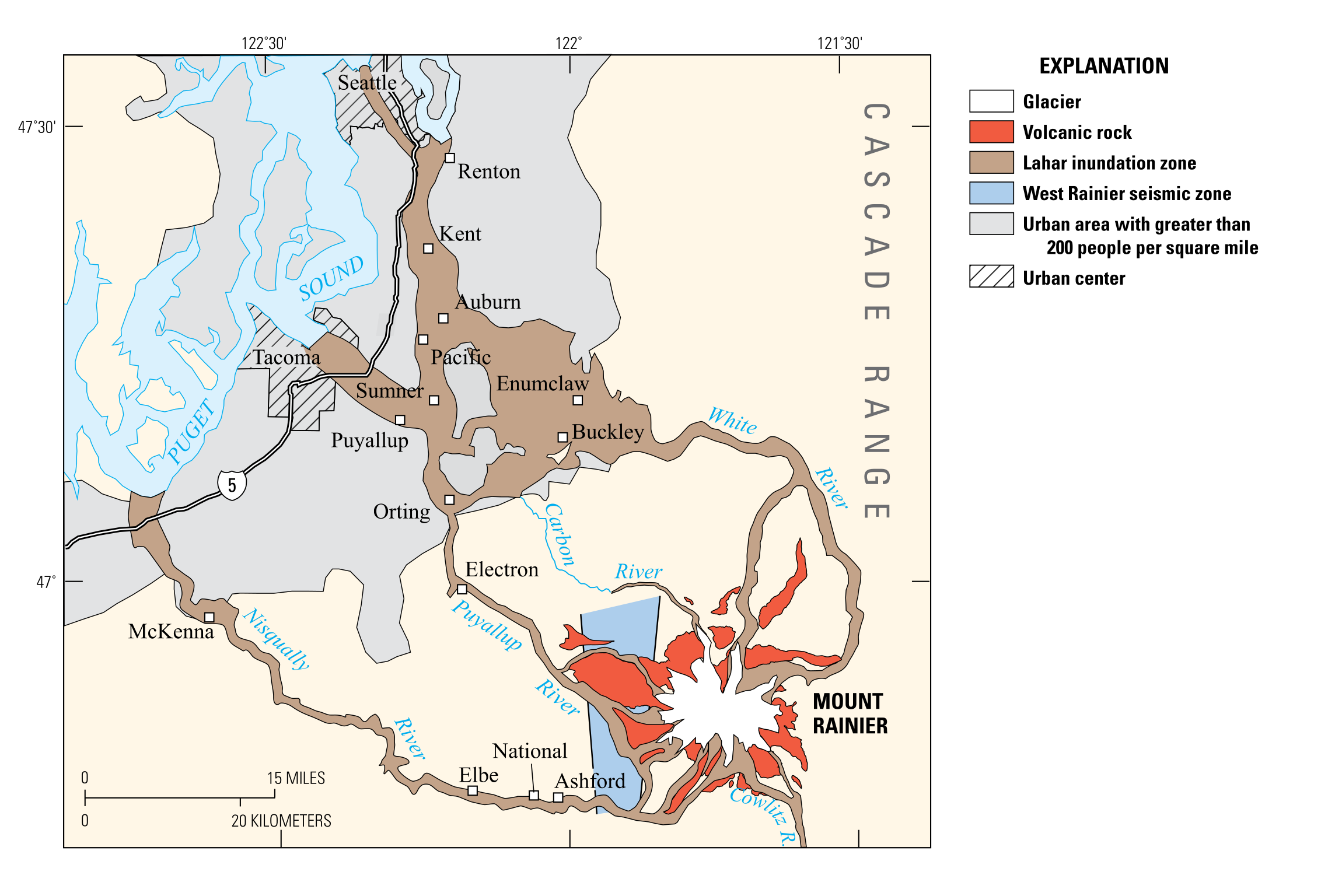
A lahar által veszélyeztetett területek

A legutóbbi feljegyzett vulkanikus tevékenység 1820 és 1854 között zajlott, de számos szemtanú számolt be kitörési tevékenységről 1858-ban, 1870-ben, 1879-ben, 1882-ben és 1894-ben is. Emellett a Smithsonian Intézet vulkanizmus projektje az utolsó vulkánkitörést Kr. u. 1450-ben jegyzi fel.
A Mount Rainier Nemzeti Parkban és magán a hegyen szeizmikus érzékelőket helyeztek el az aktivitás megfigyelésére. Egy kitörés halálos lehet a vulkán közvetlen közelében lévő területeken élők számára, és a kitörés hatásait a Brit Columbia állambeli Vancouvertől a kaliforniai San Franciscóig lehetne észlelni, mivel a vulkánból hatalmas mennyiségű hamu lövellne ki a légkörbe.
A Mount Rainier olyan területen fekszik, amely maga is a csendes-óceáni Tűzgyűrű keleti peremének része. Ide tartoznak az olyan hegyek és kalderák, mint a Mount Shasta és a Lassen Peak Kaliforniában, a Crater Lake, a Three Sisters és a Mount Hood Oregonban, a Mount St. Helens, a Mount Adams, a Glacier Peak és a Mount Baker Washingtonban, valamint a Mount Cayley, a Mount Garibaldi, a Silverthrone kaldera és a Mount Meager Brit Columbiában. A fentiek közül sok vulkán inaktív vagy szunnyadó, de bármikor ismét aktívvá válhatnak, és a tudósok a határ mindkét oldalán gyűjtik az egyes hegyek múltbeli kitöréseinek adatait, hogy megjósolják, hogyan viselkednek és mire képesek a jövőben a vulkanikus ívben található hegyek, köztük a Mount Rainier. Ezek közül kettő a 20. század eleje óta tört ki: a Lassen 1915-ben és a Mount St. Helens 1980-ban és 2004-ben. Azonban a múltbeli kitörésekre ebben a vulkáni ívben több példa is van szub-plíniuszi vagy annál nagyobb erejű kitörésekre: A Crater Lake legutóbbi kitörése Mount Mazama néven elég nagy volt ahhoz, hogy a kúpja összeomoljon, és kalderává váljon; és a Mount Rainier legközelebbi szomszédja, a Mount St. Helens 1980-as kitörésekor a legnagyobb feljegyzett kitörést produkálta az Egyesült Államok kontinentális részén. A statisztikák szerint a Cascade-hegységben évszázadonként 2-3 nagyobb kitörés valószínű.
A Mount Rainier szerepel az úgynevezett Decade Volcanoes listáján, vagyis a Föld azon 16 vulkánjának egyike, amelyek a legnagyobb valószínűséggel okozhatnak természeti, társadalmi és gazdasági katasztrófát, ha jelentősebb kitörésre kerülne sor. Ha a Mount Rainier olyan erővel törne ki, mint a Mount St. Helens 1980. május 18-án, a hatás fokozottan nagyobb lenne, mivel ahhoz képest sokkal nagyobb mennyiségű gleccserjég borítja az oldalát, és a hegyet körülvevő területek sokkal sűrűbben lakottak, arról nem is beszélve, hogy majdnem kétszer akkora. A Rainier esetében a laharok jelentik a legnagyobb veszélyt az életre és a vagyonra, mivel számos település régebbi laharútvonalakon fekszik. Az Egyesült Államok Földtani Intézetének (USGS) adatai szerint mintegy 150 000 ember él a Rainier régi laharlerakódásainak tetején. Nemcsak sok jég van a vulkán tetején, hanem a vulkán hidrotermikus tevékenység miatt is lassan gyengül. Geoff Clayton, a Washington állambeli RH2 Engineering geológus geológus szerint az 5000 éves Osceola iszapömlés megismétlődése elpusztítaná Enumclaw, Orting, Kent, Auburn, Puyallup, Sumner és Renton egészét. Egy ilyen iszapömlés a Duwamish torkolatáig is lejuthat, és elpusztíthatja Seattle belvárosának egy részét, valamint cunamit okozhat a Puget Soundban és a Washington-tóban. A Rainier képes piroklasztikus áradásokat is létrehozni és lávát kilövellni. 2012-ben Washington állam természeti erőforrások minisztériumának becslése szerint egy nagyobb lahar akár 40 milliárd dolláros kárt is okozhatna a folyó mentén lefelé.

### Szeizmikus háttér
Jellemzően havonta legfeljebb öt földrengést regisztrálnak a csúcs közelében. Időről időre előfordulnak öt-tíz, két-három napon át tartó, sekély földrengésből álló rajok, főként a csúcs alatti 4 km-es régióban. Ezeket a földrengéseket feltehetően a vulkán alatti forró magma keringése okozza, és a Mount Rainier Nemzeti Park területén található forró források és gőzkibocsájtások is ezek által keletkeznek. A (nem főrengéssel induló) szeizmikus rajok gyakoriak a vulkánoknál, és ritkán kapcsolódnak kitörési tevékenységhez. A hegynél többször is volt már ilyen raj; 2002-ben, 2004-ben és 2007-ben is voltak napokig tartó rajok, amelyek közül kettő (2002 és 2004) a Richter-skála szerinti 3,2-es erősségű földrengést is tartalmazott. Egy 2009-es raj a legnagyobb számú eseményt produkálta a Rainiernél azóta, hogy a szeizmikus megfigyelés több mint két évtizeddel korábban megkezdődött. További rajokat figyeltek meg 2011-ben és 2021-ben.

## Gleccserek

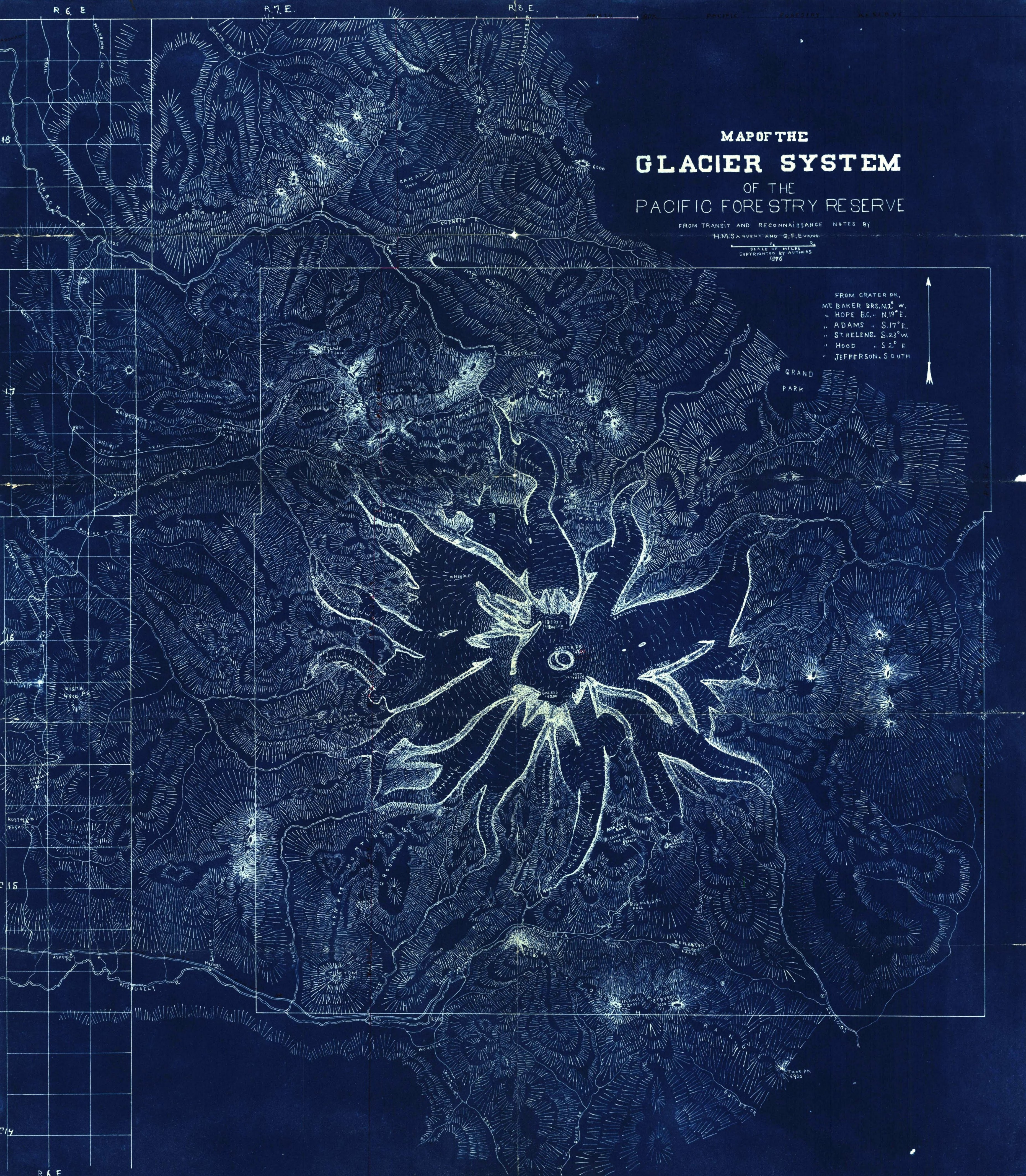
A gleccserek kiterjedése 1896-ban

### Általános jellemzők
A gleccserek a Mount Rainier legszembetűnőbb és legdinamikusabb geológiai jellemzői közé tartoznak. A gleccserek erodálják a vulkáni kúpot, és számos folyó számára jelentik a vízhozamuk legfőbb forrását, köztük olyanoknak, amelyek vízenergiát és öntözővizet biztosítanak a tágabb környéknek. Az állandó hófoltokkal együtt 2015-ben a 29 névvel ellátott gleccser a hegy felszínének mintegy 78,8 km²-es területét borították be, és becsült össztérfogatuk körülbelül 2,9 km³ volt, ezzel a kontinentális USA leginkább eljegesedett hegyének számít.
A gleccserek a gravitáció hatására lefelé tartó folyamatos lassú mozgásban vannak. A legnagyobb sebesség a felszín közelében és a gleccser középvonala mentén jelentkezik. 1970 májusában a Nisqually-gleccser a mérések szerint naponta 74 cm-es sebességgel mozgott. Az áramlási sebesség általában nagyobb nyáron, mint télen, valószínűleg a gleccser alján lévő nagy mennyiségű olvadékvíz miatt.
A gleccserek mérete a múltban jelentősen ingadozott. Például az utolsó jégkorszak alatt, körülbelül 25 000 és 15 000 évvel ezelőtt között gleccserek borították a Mount Rainier Nemzeti Park mai határain belüli terület nagy részét, és egészen a mai Puget Sound-medence határáig terjedtek. A 14. század és 1850 között a hegy számos gleccsere az utolsó jégkorszak óta a legmesszebbre nyomult lefelé a völgybe. A geológusok által kis jégkorszaknak nevezett időszakban világszerte számos ilyen jellegű előrenyomulás történt. A kis jégkorszak alatt a Nisqually-gleccser a Glacier Bridge helyétől 200-240 m mélységig haladt előre, a Tahoma- és a South Tahoma-gleccserek a Glacier Island lábánál egyesültek, és az Emmons-gleccser vége mindössze 1,9 km távolságra volt a White River Campgroundtól.
A kis jégkorszakot követően a gleccsereinek visszahúzódása lassú volt egészen 1920-ig, amikor a visszahúzódás üteme gyorsabbá vált. A Williwakas-gleccsert az 1930-as években megszűntnek nyilvánították. A kis jégkorszak tetőzése és 1950 között a Mount Rainier gleccserei hosszuk mintegy negyedét veszítették el. Az 1950-es évektől kezdve az 1980-as évek elejéig azonban a század közepén tapasztalt viszonylag hűvösebb hőmérséklet hatására számos nagyobb gleccser előretört. A hegy  gleccserei és hómezői szintén veszítettek térfogatukból ebben az időszakban, kivéve a keleti oldalon lévő Frying Pan- és Emmons-gleccsereket, valamint a csúcshoz közeli kis hómezőket; a legnagyobb térfogatvesztés ~1750 m (észak) és ~2250 m (dél) magasság között volt megfigyelhető. A legnagyobb egyedi térfogatveszteséget a Carbon-gleccser szenvedte el, bár ez északi oldalon fekszik, viszont területének jelentős része húzódik a 2000 méteres magasság alatti zónában. A Carbon-, Cowlitz-, Emmons- és Nisqually-gleccserek az 1970-es évek végén és az 1980-as évek elején előrenyomultak az 1960-as és 1970-es évek nagy havazásainak eredményeként. 
Az 1980-as évek eleje óta azonban számos gleccser vékonyodik és visszahúzódik, és néhány előretörése lelassult. A 2021-es adatok felhasználásával készült tanulmányban a National Park Service tudósai a Stevens-gleccsert eltávolították a Mount Rainier gleccsereinek jegyzékéből, mivel mérete egyre kisebb, és nem volt bizonyíték arra, hogy mozogna. A jelentés, amely 28 gleccsert sorolt fel 2021-ben, megállapította, hogy össztömegük 1896 óta közel 52%-kal csökkent, a gleccserek által borított területe közel 129,5 km²-ből alig több mint 75 km² maradt, ami közel 42%-os csökkenést jelent.
2022-ben műholdas adatok felhasználásával a Nichols College kutatói megállapították, hogy a Pyramid- és a Van Trump-gleccser is eltűnt, és csak kisebb jégdarabok maradtak meg belőlük. A többi gleccser esetében is 2015 és 2022 között szignifikáns csökkenést tapasztaltak.

A Mount Rainier gleccserei kitöréssel nem járó glaciális kitöréses áradások révén iszapömléseket (izlandi eredetű nevükön jökulhlaupokat, azaz gleccserfutásokat) hozhatnak létre. A South Tahoma-gleccser 30 áradást okozott az 1980-as években és az 1990-es évek elején, majd 2015 augusztusában is.

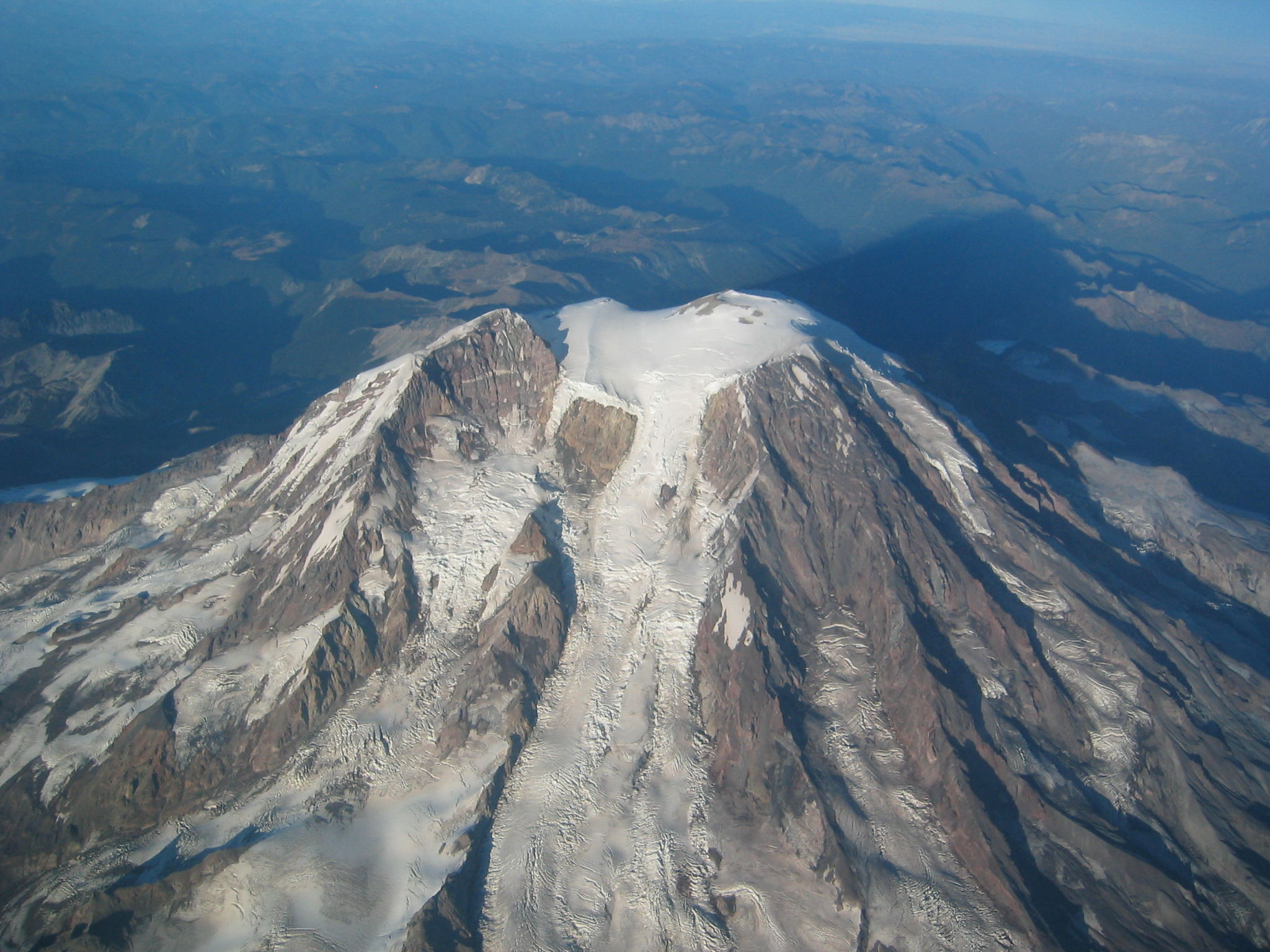
A hegyről leereszkedő gleccserek, középen a Tahoma-gleccser

### Jelentősebb gleccserek

#### Carbon-gleccser
A Carbon-gleccser a Mount Rainier északi lejtőjén található, és a Carbon-folyó forrása. A gleccser végmorénája körülbelül 1100 méteres tengerszint feletti magasságig nyúlik le, így ez a leglacsonyabb fekvésű gleccser az Egyesült Államok kontinentális részén. A gleccser hossza (9,2 km), vastagsága (210 m) és térfogata (0,83 km³) is a legnagyobb az alaszkai gleccserek kivételével az Egyesült Államokban.
Több mint egy mérföld szélességével a Carbon-gleccser cirkuszvölgye a Cascade-hegység legnagyobbja, fejfalait a markáns Willis Wall nevű sziklafal alkotja.
A Carbon-gleccser a Mount Rainier Nemzeti Park északnyugati Carbon River bejáratánál, Washington állam Carbonado városának szélén található. A gleccser gyalogosan is megközelíthető a nemzeti park Carbon River bejáratától13 km távolságra. Az út és az ösvény jelenleg több helyen is elmosódott a 2006-os áradás miatt.

#### Emmons-gleccser
Az Emmons-gleccser a hegy északkeleti oldalán található. 11 km²-es területével ez a legnagyobb kiterjedésű gleccser az Egyesült Államok kontinentális részén. A gleccser Samuel Franklin Emmons geológusról kapta a nevét, aki 1870-ben részt vett a Mount Rainier felmérésében.
Az Emmons-gleccser 4200 méteres tengerszint feletti magasságból indul, és kelet felé folyik. A 3700 méteres Disappointment Cleaver közelében az Emmons-gleccserhez csatlakozik a dél felé folyó Ingraham-gleccser. A gleccserek összefolynak és összekapcsolódnak, majd a Little Tahoma Peak ékénél válnak szét. Az Emmons északkelet felé folyik, és a hatalmas gleccser leereszkedik, amíg el nem éri sziklás alsó végpontját, amely körülbelül 1600 méteres tengerszint feletti magasságban található.
Az 1930-as években megállapították, hogy a gleccser gyorsan visszahúzódik. 1963-ban azonban a Little Tahoma Peakről lezúduló sziklák a gleccser alsó részét szikladarabokkal borították be, amelyek szigetelték a jégréteget. Az olvadás csökkenésének eredményeként a gleccser az 1980-as évek elején gyorsan előrenyomult. Ez a növekedés 1992-ig folytatódott, de lassabb ütemben; a törmelékréteg alatt a jég szabálytalanul olvadt, és hatalmas, dombos területet alkotott. 2003-ra a gleccser ismét visszahúzódott, becsült térfogata 0,659 km³.
Az Emmons-gleccsert gyakran használják útvonalnak (a Columbia Crest útvonal) a Mount Rainier csúcsára való feljutáshoz. A Camp Schurmanban található egy ranger állomás, amelyet a Steamboat Prow szélén hoztak létre.

#### Nisqually-gleccser
A Nisqually-gleccser a hegy délnyugati oldalán helyezkedik el, és az egyik legkönnyebben megközelíthető a Paradise látogatóközpontól. A gleccser egyben a Nisqually-folyó forrása.
A Mount Rainier talán leghosszabb ideje tanulmányozott gleccsere, a Nisqually végpontját 1918 óta évente mérik. 1850-re érte el legnagyobb kiterjedését, amikor sok gleccser elérte a völgy legmélyebb pontját. Az 1850-es éveket kis jégkorszaknak tekintik. A Nisqually-gleccser 200–240 méterrel a Glacier Bridge alatt ért véget. Nyugaton a Tahoma- és a South Tahoma-gleccserek a Wonderland Trail mentén, a Glacier Island alatt egyesültek. Az északkeleti Emmons-gleccser 1,9 km-re közelítette meg a White River Campgroundot. 1970 májusában a gleccser átlagos mozgása napi 740 mm volt. 1896 és 2021 között a területe 10,03 km²-ről 4,10 km²-re csökkent. A Nisqually-gleccser a 20. század végén háromszor is előrenyomult, majd visszahúzódott. A legutóbbi visszahúzódás 1985-ben kezdődött. Az azt követő hat évben a gleccser 16 méterrel vékonyodott a Glacier Vistától nyugatra.
A hegy négy gleccsere közül ez az egyik, amelyekről ismert, hogy törmelékárakat okoztak. Hasonló áradások a Winthrop, Kautz és South Tahoma-gleccserekből is származnak.

#### Tahoma-gleccser
A Tahoma-gleccser a hegy nyugati lejtőjén található. Hossza 6,44 km, területe 6,83 km², és 120 millió m³ jeget tartalmaz. A gleccser a vulkán csúcsa közelében, több mint 4300 méteres magasságban kezdődik. Ahogy a gleccser a csúcsról délnyugat felé halad, egy meredek sziklafalon zuhan le 4000 m magasságból 3400 m magasságba, ahol északon a Sunset Amphitheaterben csatlakozik hozzá a South Mowich-gleccser. Ahogy 3000 m alá süllyed, kiszélesedik és hozzá csatlakozik a kisebb South Tahoma-gleccser is. A több mint 2400 m magasságban elterülő széles jégmező után a Tahoma-gleccser szűkül, ahogy leereszkedik a 344 m magas, sziklás Glacier Island körül, amely a Rainier egyik mellékcsúcsa, amelyet egykor a South Tahoma- és a Tahoma-gleccserek teljesen körülvettek. A szűkületét elhagyva a gleccser kettészakad; a nagyobb, hosszabb északi ág tovább folyik délnyugat felé, és körülbelül 1700 m magasságban végződik. A déli ág dél felé folyik a South Tahoma-gleccser ága felé, de ez az ág 1700 m magasságban véget ér, mielőtt újra csatlakozna a South Tahomához. A gleccser olvadékvize a South Puyallup folyó és a Tahoma Creek, a Nisqually folyó mellékfolyójának forrása.

## Éghajlat

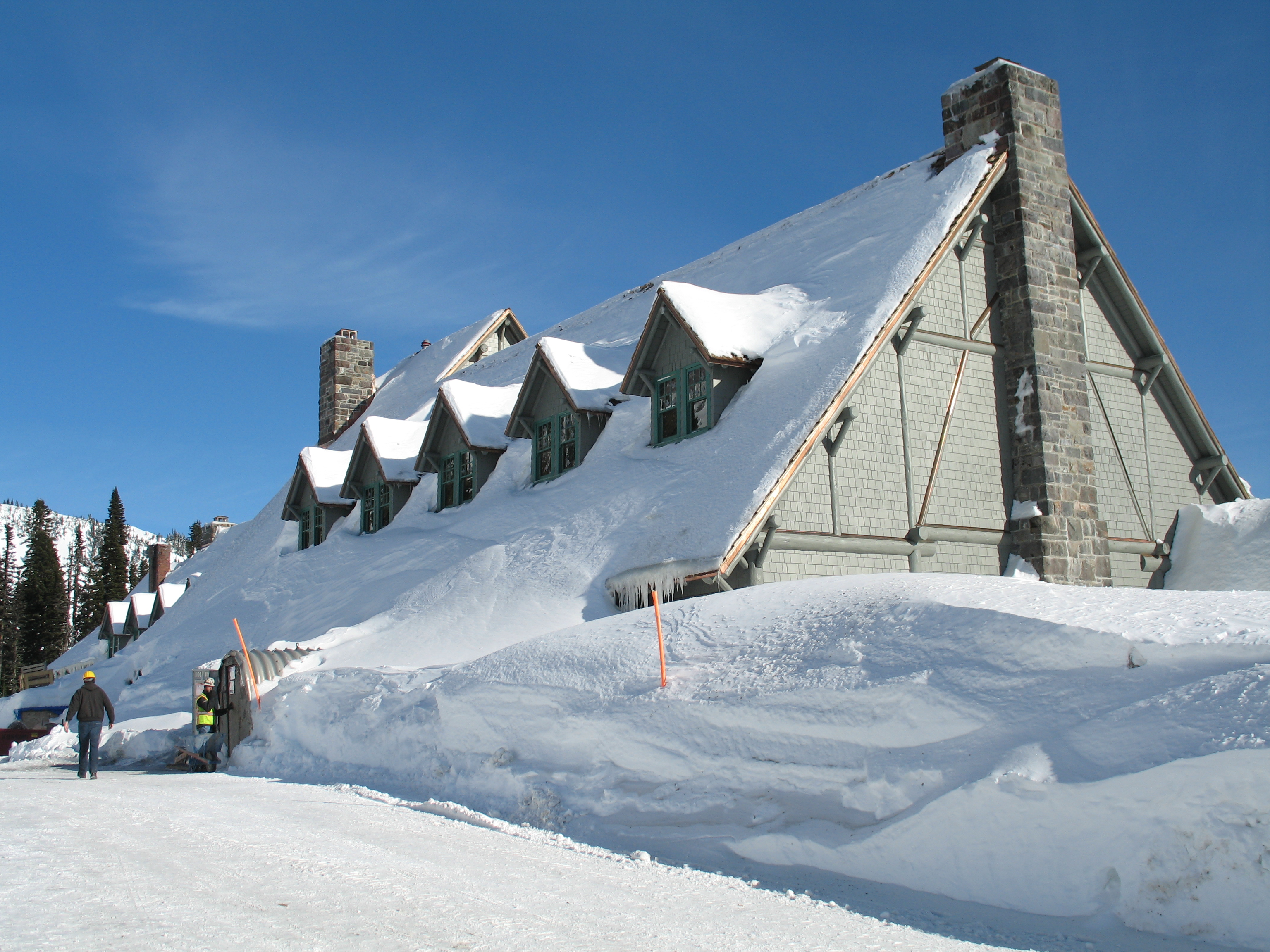
Paradise hólepte Ranger állomása

A Mount Rainier magassági övezetessége miatt igen eltérőek az egyes területek klimatikus jellemzői. A vulkán csúcsán sarkvidéki éghajlat uralkodik (Köppen klímaosztályozása: EF).
A Washington állambeli Mount Rainier és a közeli Mount Baker a leghavasabb olyan helyek az Egyesült Államokban, ahol meteorológiai állomások találhatóak, évente átlagosan 1640 cm hó esik, ezzel a világ élvonalába tartozik. Összehasonlításképpen, a világ legnagyobb hómennyiséggel rendelkező lakott helye vélhetően a Szukaju Onszen a Szibéria felé néző Japán Alpokban, ahol évente 1764 cm hó hullik le, ám a közeli hegyoldalakon még ennél is több lehet.
A kapott hó mennyisége az időjárási állomásokon évről évre jelentősen változik, amelyet az éghajlatváltozás hatása is fokoz. Például a Mount Rainier Nemzeti Parkban található Paradise Ranger állomáson az éves hómennyiség 2014-2015-ben mindössze 680 cm volt, 1971-1972-ben pedig világrekordot jelentő 2850 cm.
| Hónap                         | Jan.  | Feb.  | Már.  | Ápr.  | Máj.  | Jún.  | Júl.  | Aug.  | Szep. | Okt.  | Nov.  | Dec.  | Év    |
| ----------------------------- | ----- | ----- | ----- | ----- | ----- | ----- | ----- | ----- | ----- | ----- | ----- | ----- | ----- |
| Átlagos max. hőmérséklet (°C) | −17,1 | −16,4 | −15,5 | −13,3 | −8,5  | −5,4  | −0,4  | 0,3   | −4,4  | −9,2  | −15,2 | −17,7 | −10,2 |
| Átlagos min. hőmérséklet (°C) | −23,3 | −23,6 | −22,8 | −21,2 | −17,4 | −15,0 | −11,6 | −11,1 | −13,4 | −17,2 | −21,9 | −24,1 | −18,5 |
| Átl. csapadékmennyiség (mm)   | 358   | 292   | 289   | 171   | 92    | 78    | 29    | 33    | 76    | 193   | 327   | 345   | 2283  |

| Hónap                                                      | Jan.  | Feb.  | Már.  | Ápr.  | Máj.  | Jún.  | Júl. | Aug. | Szep. | Okt.  | Nov.  | Dec.  | Év    |
| ---------------------------------------------------------- | ----- | ----- | ----- | ----- | ----- | ----- | ---- | ---- | ----- | ----- | ----- | ----- | ----- |
| Rekord max. hőmérséklet (°C)                               | 8,8   | 9,2   | 8,9   | 15,6  | 12,2  | 19,2  | 19,3 | 20,3 | 17,9  | 13,9  | 10,7  | 8,7   | 20,3  |
| Átlagos max. hőmérséklet (°C)                              | −4,9  | −5,6  | −5,1  | −2,8  | 1,7   | 4,7   | 8,9  | 10,0 | 5,6   | 1,6   | −3,2  | −6,1  | 0,4   |
| Átlaghőmérséklet (°C)                                      | −7,9  | −9,3  | −8,7  | −6,7  | −2,0  | 1,6   | 6,0  | 6,9  | 2,6   | −1,6  | −6,4  | −9,4  | −2,9  |
| Átlagos min. hőmérséklet (°C)                              | −10,8 | −12,8 | −11,8 | −9,8  | −4,9  | −1,3  | 3,6  | 4,3  | −0,1  | −4,6  | −9,6  | −12,5 | −5,8  |
| Rekord min. hőmérséklet (°C)                               | −24,0 | −24,2 | −20,2 | −21,2 | −17,4 | −15,6 | −7,1 | −4,6 | −13,7 | −17,5 | −19,9 | −25,8 | −25,8 |
| Átl. páratartalom (%)                                      | 72    | 70    | 69    | 64    | 63    | 54    | 43   | 43   | 54    | 62    | 72    | 73    | 61    |
| Forrás: https://nwac.us/data-portal/location/mt-rainier/q/ |       |       |       |       |       |       |      |      |       |       |       |       |       |

## Története
A Mount Rainier környéki területet évezredek óta számos őslakos indián nép lakja, akik hagyományosan vadászó-gyűjtögető életmódot folytatnak a vulkán erdeiben és magasan fekvő rétjein. Ezeket a népeket és mai leszármazottaikat ma a hegyet körülvevő, szövetségi szinten elismert törzsek tagjai képviselik, többek között a Nisqually, a Cowlitz, a Pujallup és a Muklesút indián törzs, valamint a Yakama nemzet egyesült törzsei. A hegy emberi használatának régészeti emlékei több mint 8500 évvel ezelőttre nyúlnak vissza. A Mount Rainier és a táj szezonális használatához kapcsolódó lelőhelyek a kőből faragott szerszámmaradványokban és a funkcionálisan változatos használatra utaló beállításokban tükröződnek, beleértve a feladatspecifikus helyeket, sziklakunyhókat, utazási megállókat és hosszú távú alaptáborokat. A hegyen való eloszlásuk a szubalpin rétek és alacsony alpesi élőhelyek elsődleges használatára utal, amelyek viszonylag nagy erőforrásbőséget biztosítottak a rövid nyári szezonban. A leletek arra utalnak, hogy létezett egy hagyomány, miszerint az indián őslakosok ismerték az égetéses földművelést, és minden évben tüzet gyújtottak a régió egyes területein, hogy ezzel is elősegítsék a rétek megújulását.
Az első európaiak, akik elérték a Csendes-óceán északnyugati részét, a spanyolok voltak, akik 1774-ben érkeztek a tengeren Juan Perez vezetésével. A következő évben Juan Francisco de la Bodega y Quadra vezetésével egy hajót küldtek partra a mai Destruction-szigetre, ám a partraszállás után a legénységet megtámadta és megölte a helyi őslakosság. Bár 1792-ben kísérletet tettek arra, hogy állandó spanyol települést hozzanak létre Neah Bayben, a projekt sikertelen volt, és 1795-re Spanyolország lemondott a régióról. Bár sehol sem dokumentálták, de valószínű, hogy spanyol tengerészek a Juan de Fuca-szorosban hajózva figyelték meg először a vulkánt.
Miután 1579-ben elérte a későbbi Kaliforniát, Francis Drake Anglia számára területi igényt formált Észak-Amerika teljes északnyugati partvidékére. A Csendes-óceán északnyugati partvidékére vonatkozó igény ezt követően nem lett érvényesítve, amíg 1778-ban James Cook kapitány el nem hajózott a mai Washington és Brit Columbia partvidékén, ami a szőrmekereskedelem révén a területre érkező angol hajók számának növekedését ösztönözte. A vulkán első dokumentált európai észlelése George Vancouver kapitány legénysége által történt 1792. május 7-én, a Vancouver-expedíció (1790-1795) során. 1792. május 8-án Vancouver a Mount Rainier nevet adta a megfigyelt csúcsnak, ezzel tisztelegve barátja, Peter Rainier ellentengernagy előtt.
1793. július 22-én Alexander Mackenzie, a Brit Északnyugati Szőrme Társaság tagja a Sziklás-hegységet átszelő szárazföldi úton érte el a Csendes-óceánt.
Az első amerikai, John Ledyard 1778-ban Cook kapitány hajójának fedélzetén érte el a régiót. 1787-ben hat bostoni férfi társaságot alapított, amely megkezdte a kereskedelmet az északnyugati partvidéken. 1805-ben Lewis és Clark szárazföldi expedíciója is elérte az északnyugati partvidéket, és 1806 tavaszán figyelték meg először a Mount Rainier hegyét.
A 19. század elején a területre Spanyolország, az Egyesült Államok, Oroszország és Nagy-Britannia is igényt formált, melyet a régió partvidékének korai tengeri felfedezéseire alapoztak. 1819-ben Spanyolország lemondott a csendes-óceáni északnyugati területre vonatkozó minden olyan követeléséről, amelyet nem adott át a Louisiana-vásárlással, illetve az Adams–Onís-egyezménnyel. 1824-ben Oroszország az orosz-amerikai szerződés részeként az északi szélességi kör 54°40′-től délre minden földigényt átengedett az Egyesült Államoknak. [87] 1818-ban az Egyesült Államok és az Egyesült Királyság szerződést írt alá, amelyben megállapodtak az Oregonban való közös letelepedésről és megszállásról, amely az északi szélesség 42°-tól északra, az északi szélesség 54°40′-től délre és a Sziklás-hegységtől nyugatra a Csendes-óceánig terjedő területből állt. Az Egyesült Államok és az Egyesült Királyság közötti 1846-os oregoni szerződés új határokat állapított meg a brit és az amerikai terület között a mai hozzávetőleges határok mentén. 1853-ban a Columbia folyó és a brit-kanadai határ közötti területet a Washington Területbe szervezték, ami a hegycsúcs első sikeres megmászásának idején a régió közigazgatási státusza volt.
1833-ban William Fraser Tolmie fedezte fel részletesen a területet gyógynövények után kutatva. Hazard Stevens és P. B. Van Trump mászta meg dokumentáltan először a hegyet, 1870-es sikeres csúcsmászásuk után hősies fogadtatásban részesültek a közeli Olympia utcáin. Első nőként Fay Fuller 1890-ben mászta meg a csúcsot Van Trump és három másik csapattársa kíséretében.
A csúcsról leereszkedve 1883-ban James Longmire egy ásványi anyagokban gazdag forrást fedezett fel; ez vezetett végül egy gyógyfürdő és szálloda létrehozásához, amely más látogatókat is a környékre vonzott, hogy a forrás jótékony hatásait keressék. Később a nemzeti park központja is Longmire-ben létesült, amíg az áradások miatt át nem helyezték Ashfordba. A terület olyan funkcióknak is helyet adott, mint egy múzeum, egy posta és egy benzinkút, majd hamarosan olyan bővítések következtek, mint egy könyvtár és egy ajándékbolt megnyitása; ezek közül számos épületet különleges építészeti stílusuk miatt végül a nemzeti műemlékvédelmi nyilvántartásba vettek. Bár a nemzeti park központját átköltöztették, Longmire továbbra is a második legnépszerűbb hely maradt a parkban.
John Muir 1888-ban mászta meg a Mount Rainiert, és bár élvezte a kilátást, elismerte, hogy azt legjobban alulról lehet értékelni. Muir egyike volt azoknak, akik a hegy védelmét szorgalmazták. 1893-ban a területet a Csendes-óceáni Erdőrezervátum részeként különítették el, hogy megvédjék fizikai és gazdasági erőforrásait, elsősorban a z erdőket és a vízgyűjtőket. Arra hivatkozva, hogy a tájat is védeni kell, és biztosítani kell a közönség szórakozását, a vasutasok és a helyi vállalkozások a turizmus növekedésének reményében szorgalmazták egy nemzeti park létrehozását. 1899. március 2-án William McKinley elnök létrehozta a Mount Rainier Nemzeti Parkot, mint Amerika ötödik nemzeti parkját. A kongresszus az új parkot „az emberek javára és örömére” és „... az említett parkban található összes fa, ásványi lelőhely, természeti érdekesség vagy csoda megóvása a károsodástól vagy elkobzástól, valamint természetes állapotuk megőrzése érdekében” hozta létre.
1947. június 24-én Kenneth Arnold jelentette, hogy kilenc azonosítatlan repülő tárgyból álló alakzatot látott a Mount Rainier felett. Az ő észlelése és leírása vezetett a nemzetközileg elterjedt „repülő csészealj” kifejezés létrejöttéhez.
1998-ban a United States Geological Survey Fmegkezdte a Mount Rainier vulkanikus lahar-előrejelző rendszer kiépítését, hogy segítse a Puyallup folyó völgyének vészhelyzeti evakuálását egy katasztrofális iszapáradat esetén. A rendszert jelenleg a Pierce megyei Katasztrófavédelmi Hivatal működteti. A közel 200 000 lakosú Tacoma városa a Puyallup torkolatánál, mindössze 60 km-re fekszik a vulkántól nyugatra, és közepes méretű városok, mint Puyallup és Orting is csak 43 és 32 km-re  vannak tőle.
A Mount Rainier négy különböző amerikai bélyegkiadáson szerepelt. 1934-ben egy nemzeti parki bélyegsorozat 3 centes kiadására került, és egy filatelista kongresszusra kiadott emléklapon is szerepelt. A következő évben, 1935-ben James A. Farley postaigazgató mindkettőt újranyomatta, tisztviselőknek és barátoknak adott különkiadásként. A lakossági panaszok miatt a „Farley's Follies”-t nagy példányszámban sokszorosították. A második bélyegkiadás könnyen megkülönböztethető az eredetitől, mivel nem perforált. Mind a bélyegek, mind az emléklapok széles körben kaphatók.
Az USA tagállamainak szentelt sorozat keretében 2007. április 11-én kibocsátott, 545 200 000 példányban vert Washington állami negyeddolláros emlékérmén a Mount Rainier és egy lazac képe látható.

## Élővilág
A Mount Rainier területe nagyrészt nemzeti park, amely megvédi a Cascadia-ökorégió egyik leginkább érintetlen régióját, amely stabil élőhelyet biztosít számos fajnak, beleértve a területre jellemző endemikus növény- és állatfajokat, mint amilyen például a kritikusan veszélyeztetett kaszkádi vörös róka (Vulpes vulpes cascadensis) és a rainieri kakastaréj (Pedicularis rainierensis). A hegy területének 97%-a vadon, ökoszisztémája nagyon változatos, köszönhetően függőleges övezetesség miatt kialakult magassági zónáknak. A tudósok nyomon követik az erdei, a szubalpin és az alpesi zónában található különböző fajokat, eddig több mint ezer növény- és gombafajt fedeztek fel a területen. A hegy 65 emlős-, 5 hüllő-, 182 madár-, 14 kétéltű- és 14 őshonos halfajnak is otthont ad, emellett további számtalan gerinctelen állatfaj él itt.

### Flóra
A hegyet rendszeresen a világ egyik legjobb vadvirágok megtekintésére alkalmas helyeként szokták jellemezni. A vulkán szubalpin régiójában a hó gyakran a nyár kezdetéig beborítja a felszínt, ami a növényeket sokkal rövidebb vegetációs időszakra korlátozza. Ez olyan területeken, mint Paradise, robbanásszerű virágzást eredményez.
A hegyen található erdők a 100 éves kortól a számítások szerint 1000 éves vagy annál is idősebb őserdőrészletekig terjednek. Az alacsonyabb fekvésű területeken főként az óriás tuja, az amerikai duglászfenyő és a váltótűs hemlokfenyő dominál. Feljebb a hegységben már a szitka jegenyefenyő, nyugati selyemfenyő, nutka ciprus és nemes jegenyefenyő előfordulása a leggyakoribb. Az alpesi szinten nutka ciprus, sziklás-hegységi jegenyefenyő és szirti hemlokfenyő nő.

Az alábbi növényfajokat mind innen írták le elsőként: Petasites nivalis, Luina piperi, Prenanthes stricta, Oreostemma alpigena, Aster amplifolius, Arnica aspera, Castilleja rupicola, Mimulus caespitosus, Veronica allenii, Pedicularis ornithorhyncha, Pedicularis contorta, Pentstemon tolmiei, Pentstemon newberryi rupicola, Gentiana calycosa, Gentiana calycosa stricta, Hydrophyllum congestum, Polemonium elegans, Polemonium bicolor, Dodecatheon crenatum, Vaccinium deliciosum, Ligusticum purpureum, Hesperogenia Stricklandi, Lupinus volcanicus, Stellaria washingtoniana, Potentilla flabellifolia, Luzula arcuata major, Sitanion rigidum, Sitanion rubescens, Poa saxatilis.

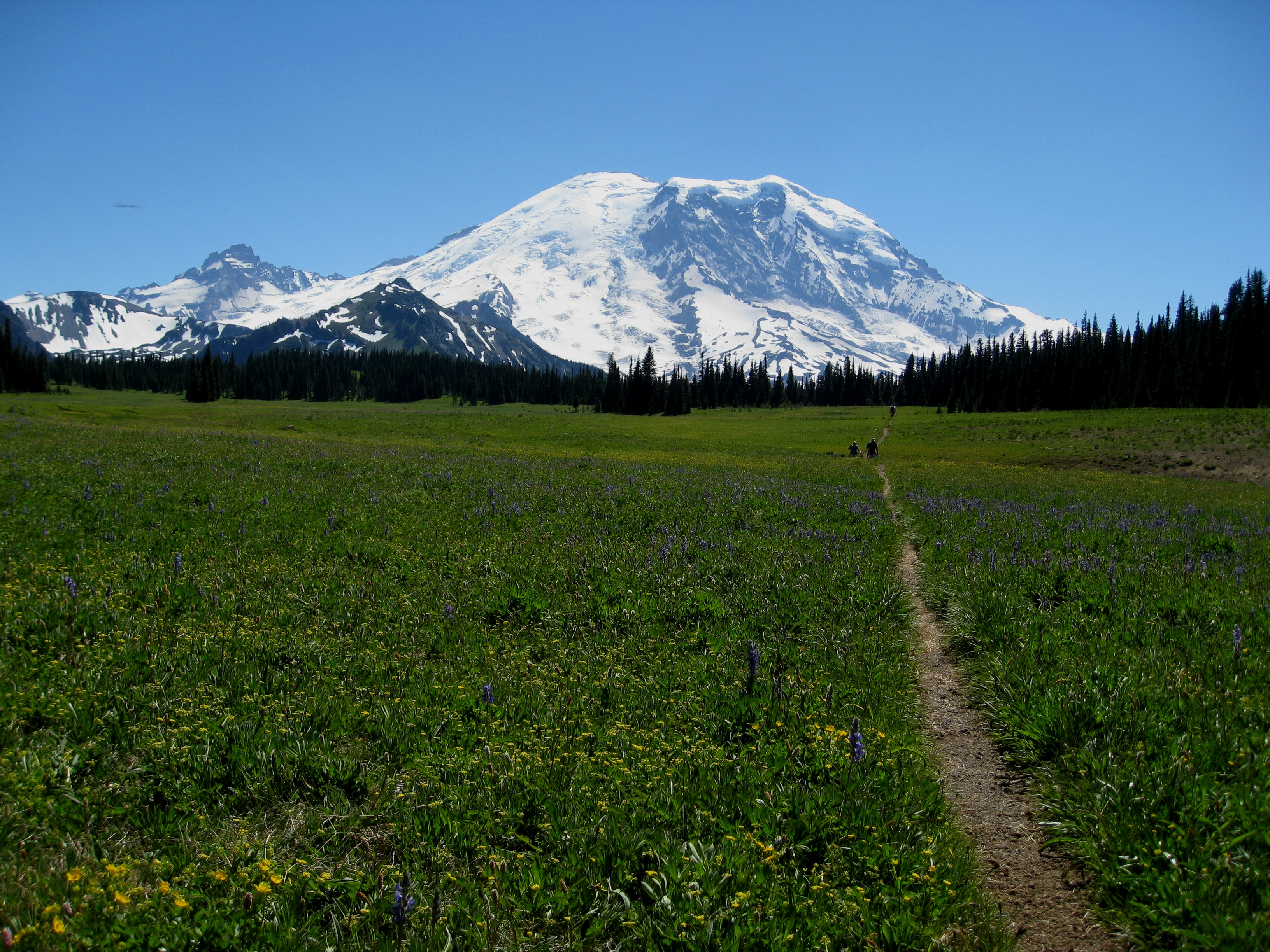
Az északi oldal Grand Park tisztása
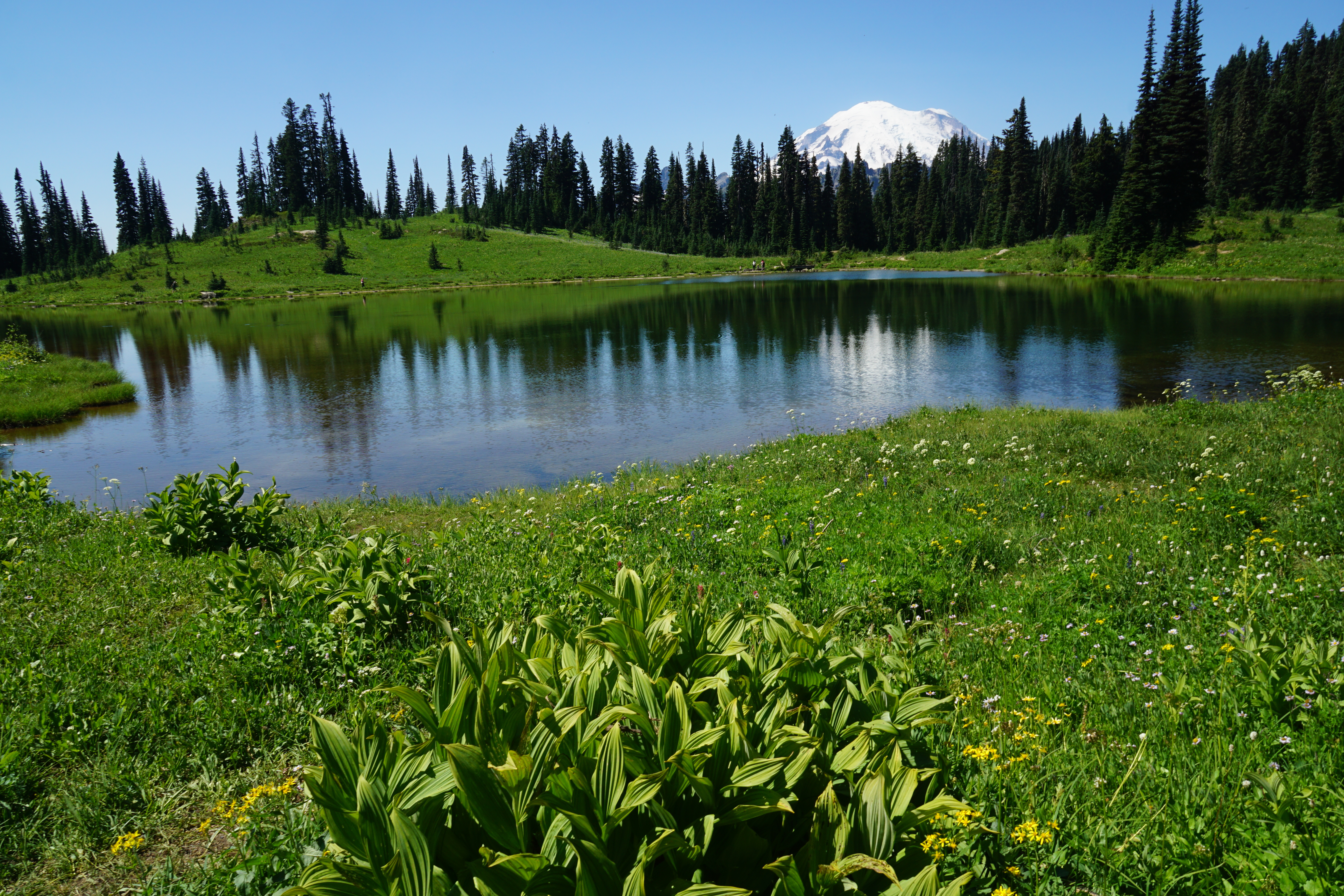
Vadvirágos hegyi rétek a Tipsoo-tó partján
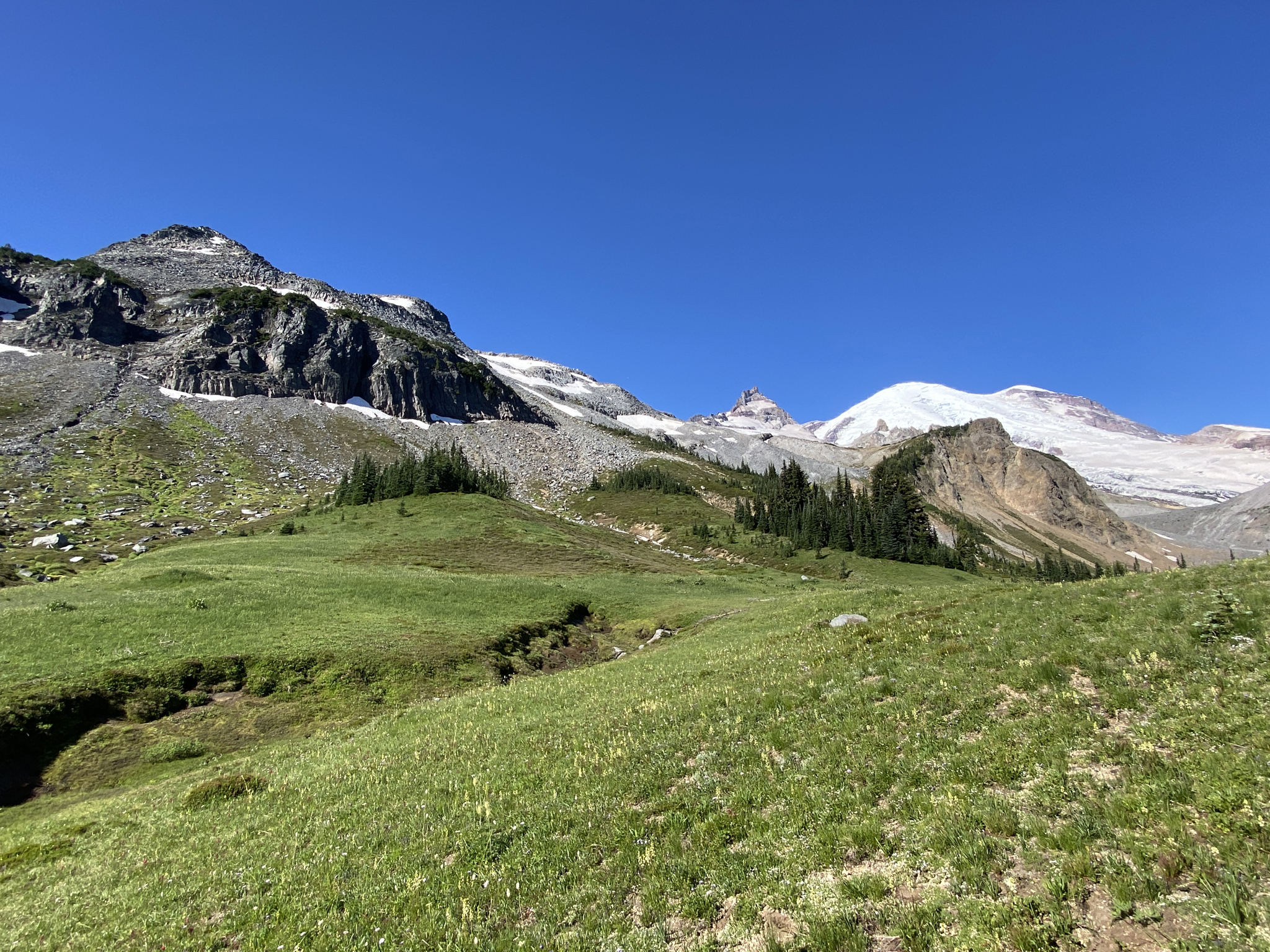
Summerland
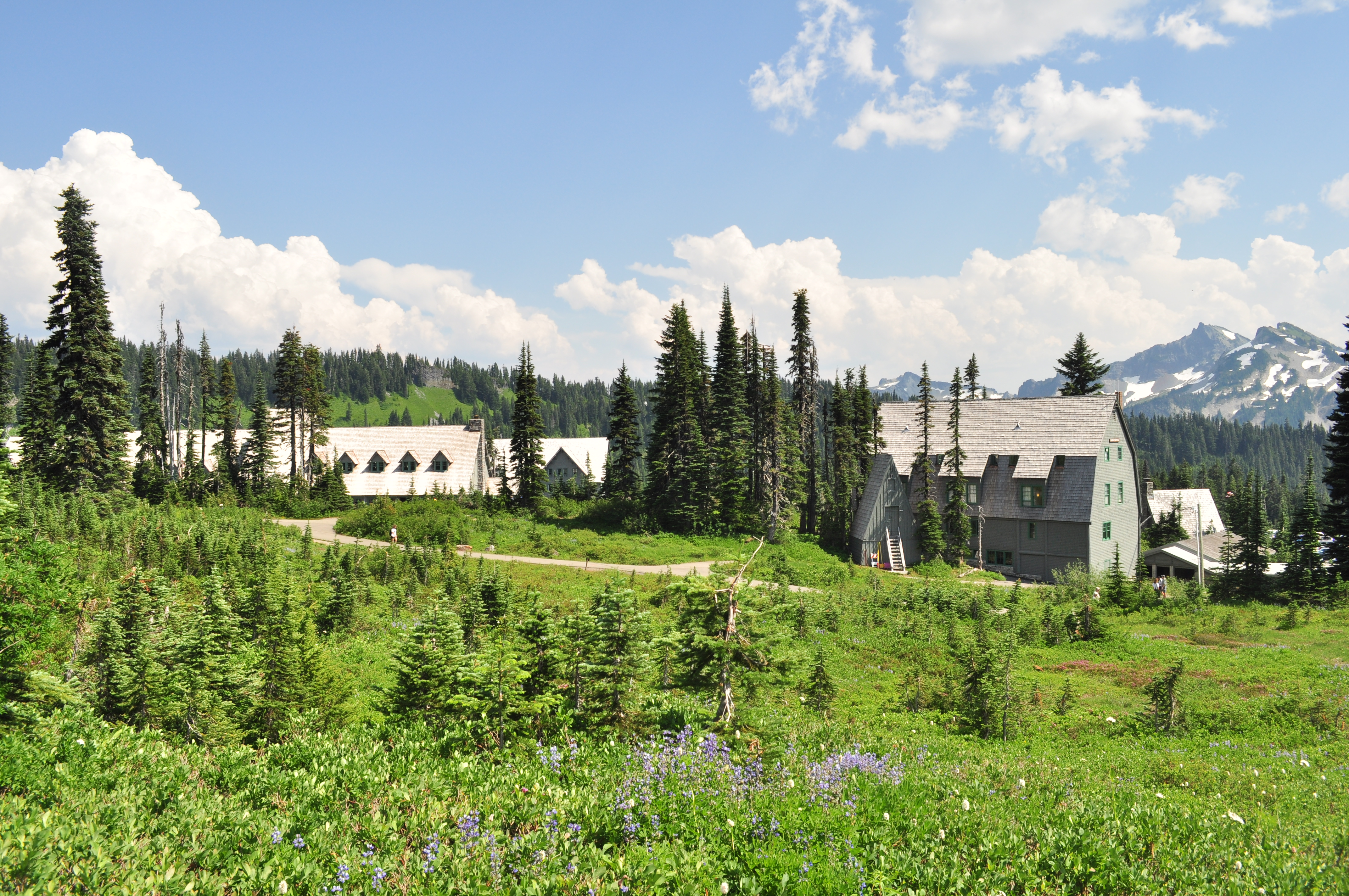
Paradise műemlék látogatóközpontja
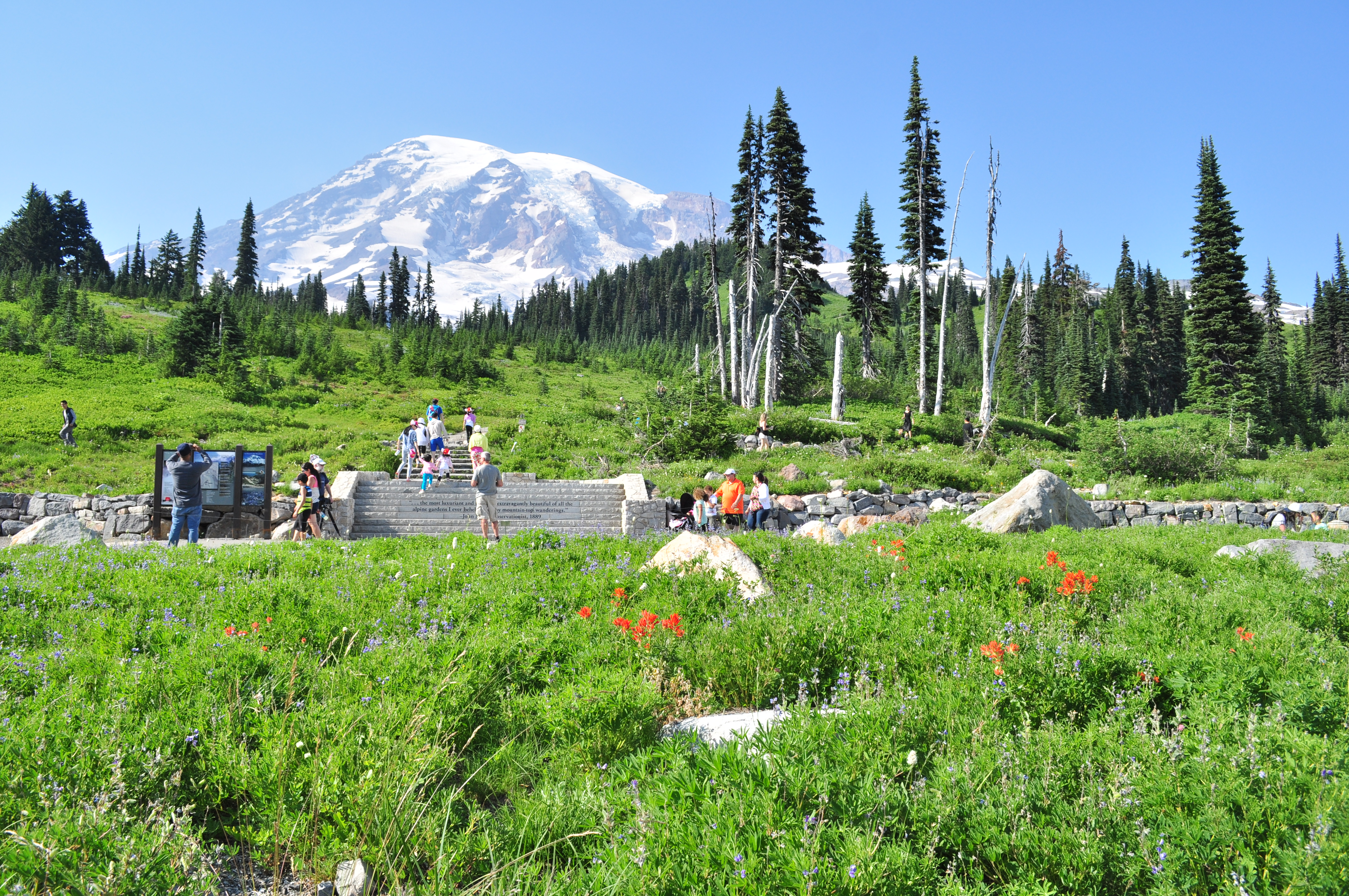
A Skyline Trail kiindulópontja Paradise mellett
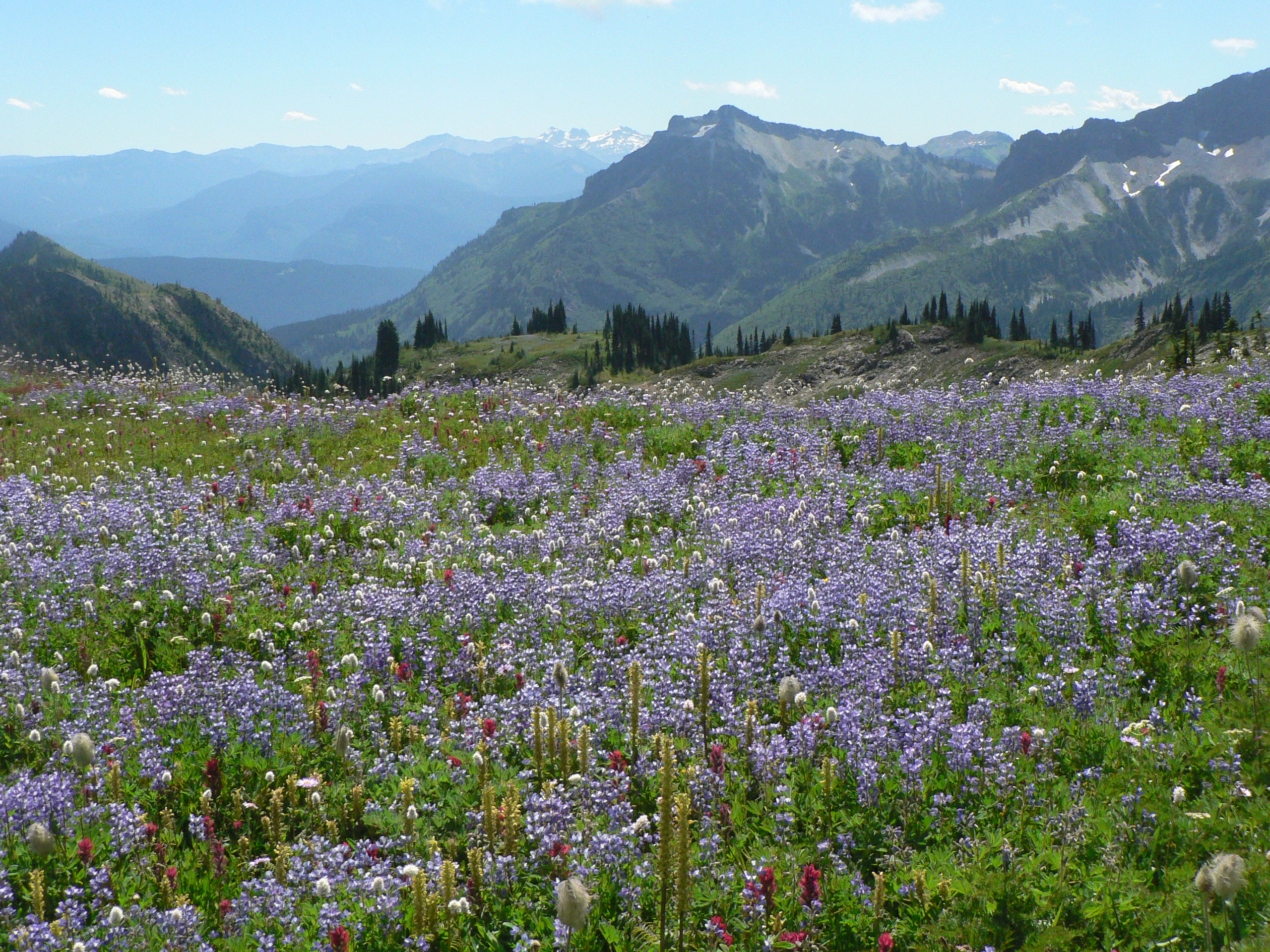
Paradise vadvirágos rétjei
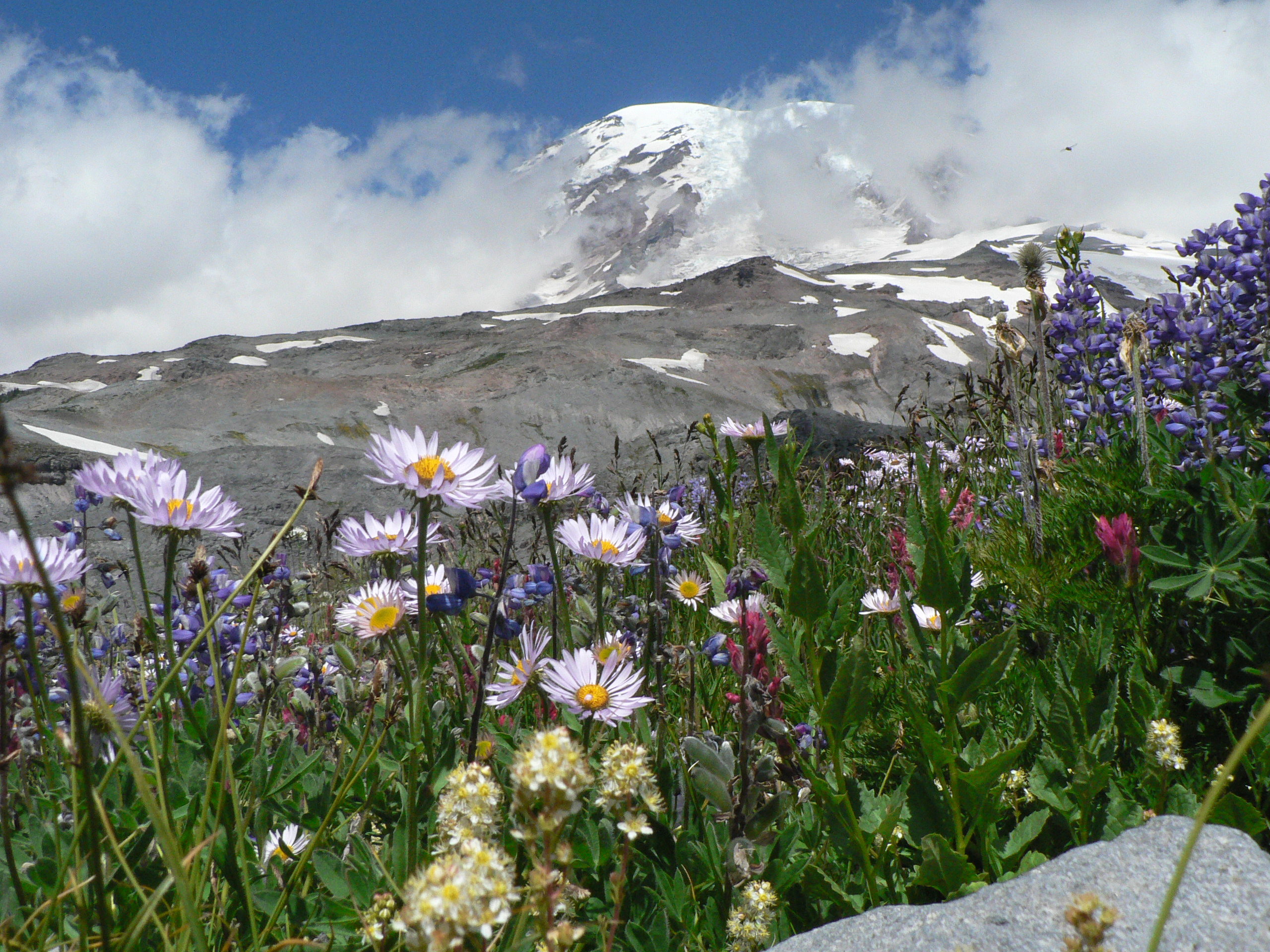
A flóra fajgazdagsága
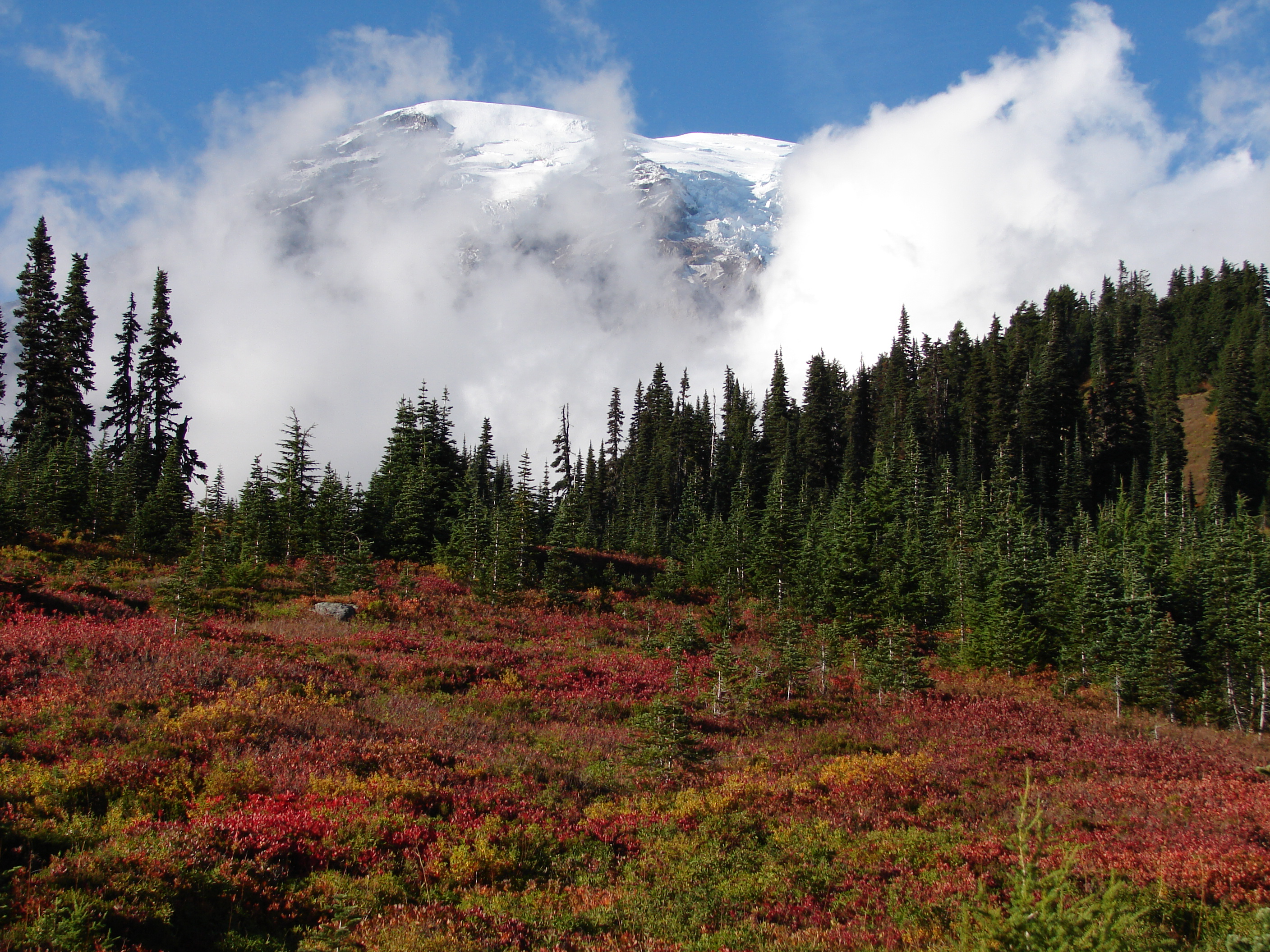
A fenyvesek és törpecserjék közti átmenet

### Fauna
A Mount Rainier-hegyen 65 emlősfaj, 14 kétéltűfaj, 5 hüllőfaj, 182 madárfaj és 14 őshonos halfaj található. A gerinctelenek valószínűleg a park állati biomasszájának 85%-át teszik ki. A hegységben számos olyan faj fordul elő, amely állami vagy szövetségi szinten védett, mint például a nyugati erdeibagoly északi alfaja (Strix occidentalis caurina), melyet Xántus János írt le a tudomány számára. Törekvések folynak a helyben korábban a kihalásig vadászott őshonos fajok, például a halásznyest (Pekania pennanti) visszatelepítésére is. 65-féle emlős él a hegyen, köztük pumák, havasi kecskék, mormoták és vapitik. A gyakori hüllők és kétéltűek közé tartoznak a kígyók, békák és szalamandrák. A hegység különböző magassági öveiben sokféle madárfaj található meg, de míg néhányuk egész évben ott él, sokuk vándorló életmódot folytat. A lazac- és pisztrángfajok a gleccserek által kialakított folyókat népesítik be, és bár a halak mesterséges telepítését 1972-ben leállították, harminc tóban még mindig szaporodnak a populációik.

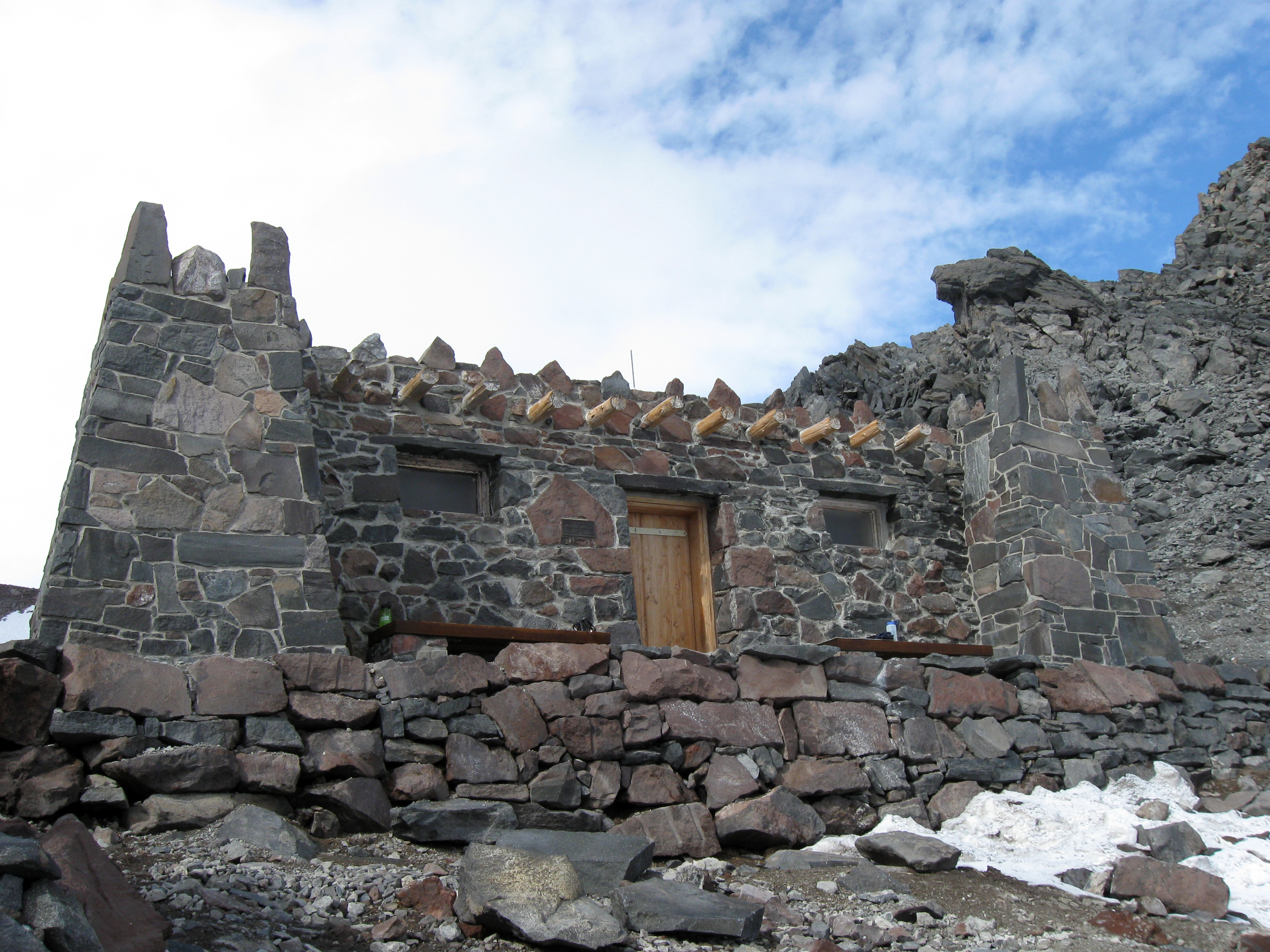
A Camp Muir magashegyi menedék

## Hegymászás

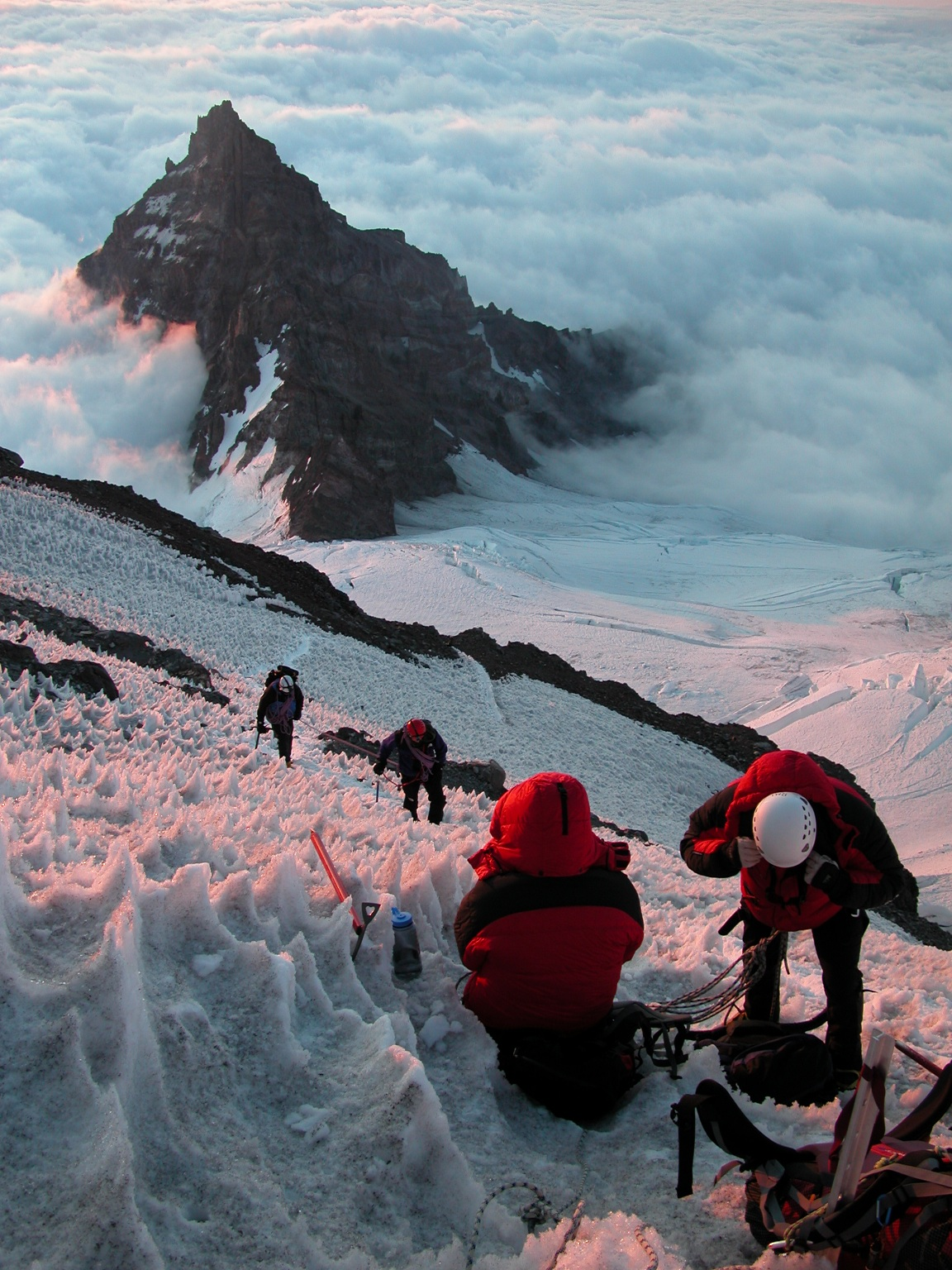
Mászók az Ingraham-gleccseren, a Little Tahoma csúcsa felett

A Mount Rainieren a hegymászás különösen nehéz, hiszen az Alaszkától délre fekvő USA-területek legnagyobb gleccserein kell átkelni. A legtöbb hegymászónak két-három napra van szüksége ahhoz, hogy elérje a csúcsot, és a siker aránya körülbelül 50%, a kudarc leggyakoribb oka az időjárás és a hegymászók elégtelen fizikai állapota. Évente körülbelül 10 000-11 000 ember kísérli meg a mászást, így a világ egyik legnépszerűbb célpontjának számít. A csúcsmászási kísérletek körülbelül 90 százaléka a délkeleti szárnyon lévő Camp Muirból induló útvonalakat használja, a többiek többsége pedig az északkeleti Camp Schurmanon keresztül mászik fel az Emmons-gleccserre.

### Mászóútvonalak
A Mount Rainier minden mászóútvonala megköveteli, hogy a hegymászók rendelkezzenek bizonyos szintű technikai mászási képzettséggel. Ez magában foglalja a hegyre való fel- és leereszkedést olyan technikai mászófelszerelések használatával, mint a mászóvasak, jégcsákányok, hevederek és kötelek. A hegy megmászásának nehézsége és technikai kihívása a különböző mászóutak között nagymértékben eltérhet. Az útvonalakat az NCCS alpesi hegymászás formátumában osztályozzák.
A vulkán csúcsára vezető normál útvonal a Disappointment Cleaver Route, YDS II-III. fokozat. Mivel az ezen az útvonalon mászóknak lehetőségük van a Camp Muir menedékházakhoz való hozzáférésre, a hegy mászóforgalmának jelentős része ezen az útvonalon zajlik. Ez az útvonal a leggyakrabban használt, kereskedelmi úton vezetett útvonal is. A „cleaver” kifejezést a két gleccsert elválasztó sziklahasadékkal kapcsolatban használják. A cleaver „csalódás” elnevezésének oka nem ismert, de feltételezhetően azért kapta, mert a hegymászók csak azt érték el, hogy felismerjék, hogy nem tudják elérni a csúcsot. Ezen az útvonalon a mászók 51%-a ért sikeresen célba. A Disappointment Cleaver alternatív útvonala az Ingraham Glacier Direct Route, II. fokozatú, és gyakran használják, amikor a Disappointment Cleaver útvonalat a rossz útviszonyok miatt nem lehet megmászni.
Az Emmons Glacier Route, II. fokozatú, a Disappointment Cleaver útvonal alternatívája, és kisebb technikai kihívást jelent a hegymászók számára. Az útvonalon mászók igénybe vehetik a Camp Schurman (2895 m) gleccsertábort, amely napelemes WC-vel és egy ranger kunyhóval van felszerelve.
A Liberty Ridge Route, IV. fokozatú, a csúcsra vezető normál útvonalnál lényegesen nagyobb kihívást jelentő és objektíve veszélyesebb útvonal, amely a Mount Rainier északi falának közepén halad felfelé, és keresztezi a nagyon aktív Carbon-gleccsert. Először Ome Daiber, Arnie Campbell és Jim Burrow mászta meg 1935-ben, Steve Roper és Allen Steck kiadványukban Észak-Amerika ötven klasszikus mászása közé sorolta. Ez az útvonal a hegymászók-forgalomnak csak körülbelül 2%-át teszi ki, de a hegy haláleseteinek körülbelül 25%-áért felelős.

### Veszélyforrások és balesetek
Évente körülbelül átlagosan két hegymászó hal meg szikla- és jégomlás, lavina, lezuhanás és hipotermia miatt. Ezek a balesetek gyakran a nagyon nagy magasságnak való kitettséggel, fáradtsággal, kiszáradással vagy rossz időjárással hozhatók összefüggésbe. 1897 és 2011 között 89 halálesetet jelentettek. Az Egyesült Államokban a hegymászó halálesetek körülbelül 7 százaléka és a hegymászó balesetek 6 százaléka a Mount Rainierhez köthető.
Az első ismert hegymászó haláleset Edgar McClure, az Oregoni Egyetem kémiaprofesszora volt 1897. július 27-én. McClure a sötétben történő leereszkedés közben átlépett a szikla peremén, és egy sziklafalról csúszott a halálba. A hely ma McClure-szikla néven ismert.
A vulkán legsúlyosabb hegymászóbalesete 1981-ben történt, amikor tíz ügyfél és egy vezető meghalt egy lavina- és jégomlásban az Ingraham-gleccseren. Ez volt Mount Rainieren történt legtöbb halálos áldozatot követelő esemény azóta, hogy 1946-ban 32 ember halt meg egy repülőgép-szerencsétlenségben a South Tahoma-gleccsernél, amikor is egy tengerészgyalogosokkal teli Curtiss C-46 Commando R5C katonai szállítógép csapódott a hegynek.

A hegyen az elmúlt több mint harminc év egyik legsúlyosabb katasztrófájában 2014. május 31-én hat hegymászó – két vezető és négy kliens – vesztette életét, miután a hegymászók 1000 méter mélyre zuhantak, miközben a Liberty Ridge mászóútvonalon keresztül próbáltak feljutni a csúcsra. Az alacsonyan repülő kutatóhelikopterek megtalálták a hegymászók által viselt lavinajelzőket, és a hatóságok arra a következtetésre jutottak, hogy a túlélésre nincs esély. A keresők sátrakat és ruhákat találtak sziklákkal és jéggel együtt szétszórva egy törmelékmezőn a Carbon-gleccseren, 2500 méteren, ami egy csúszás vagy lavina lehetséges bizonyítéka a csapat eltűnésének közelében, bár a baleset pontos oka ismeretlen. 2014. augusztus 7-én egy gyakorlórepülés során három kliens hegymászó holttestét észlelték, majd augusztus 19-én találták meg őket. A negyedik kliens hegymászó és két vezető holttestét soha nem találták meg.

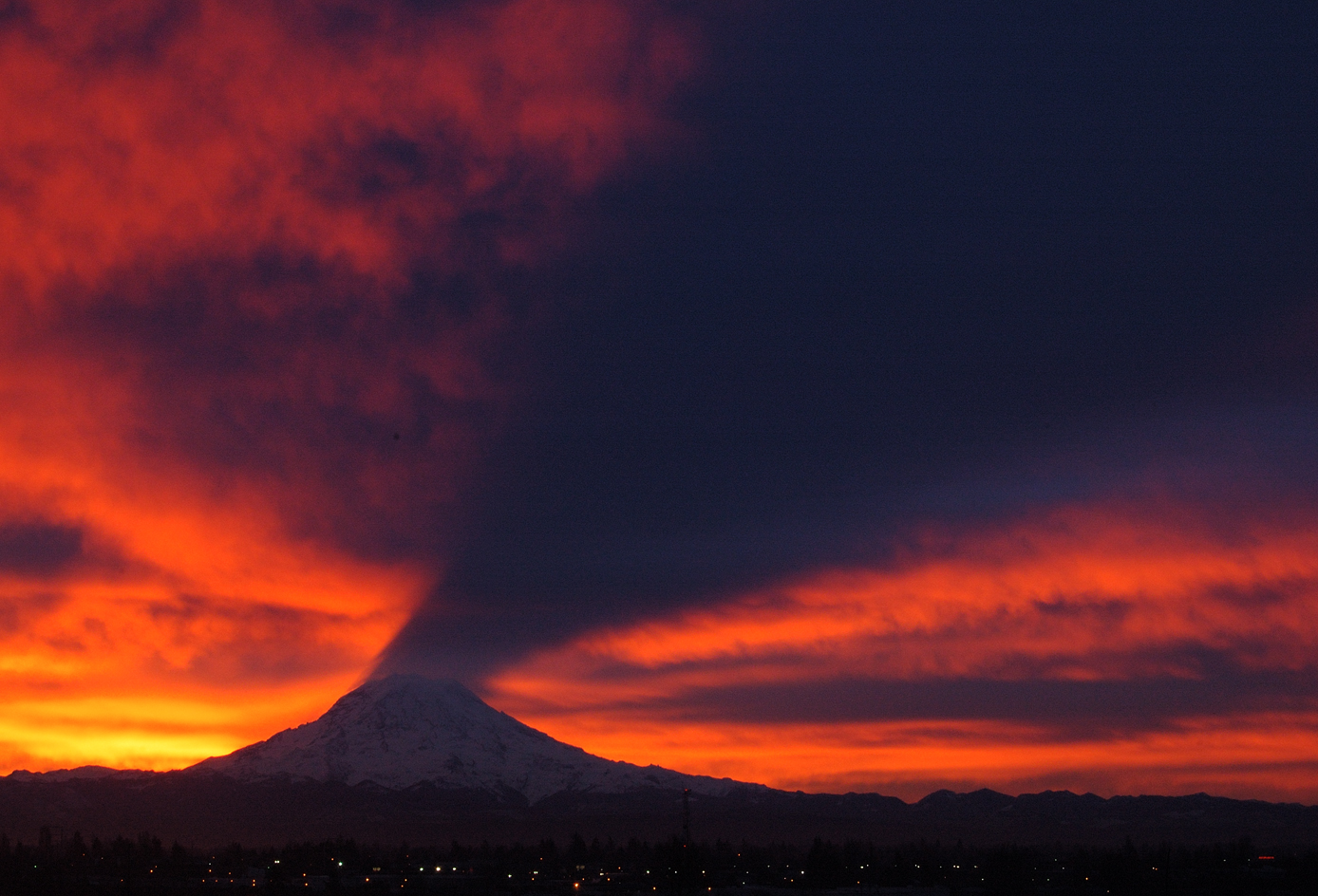
A hegy felfelé vetülő árnyéka

## A hegy árnyéka
A Mount Rainiernek olyan nagy a relatív magassága, hogy az ideális földrajzi pozíciója miatt napkeltekor képes felfelé árnyékot vetni. Ez a ritka jelenség is bizonyítja a Föld görbületét, mivel a kelet felől lapos szögben érkező hajnali napsugarakat felfogja az útjukban álló hegy. Késő ősszel a nap eléggé délre kel a horizonton ahhoz, hogy közvetlenül a vulkán mögött álljon. Ahogy a nap a Cascade-hegység mögött kel fel, a Mount Rainier hatalmas magányos tömbje hosszan tartó árnyékot vet, és amikor a felhők éppen a megfelelő magasságban vannak, akkor az árnyék láthatóvá válik. A jelenség meglehetősen ritka, és a Seattle-től délre fekvő, a hegységhez közelebb eső területeken október vége és január között figyelhető meg a legjobban.

## Fordítás
- Ez a szócikk részben vagy egészben  a   Mount Rainier című angol Wikipédia-szócikk ezen változatának fordításán alapul.  Az eredeti cikk szerkesztőit annak laptörténete sorolja fel. Ez a jelzés csupán a megfogalmazás eredetét és a szerzői jogokat jelzi, nem szolgál a cikkben szereplő információk forrásmegjelöléseként.